# Lista de primazias na aviação

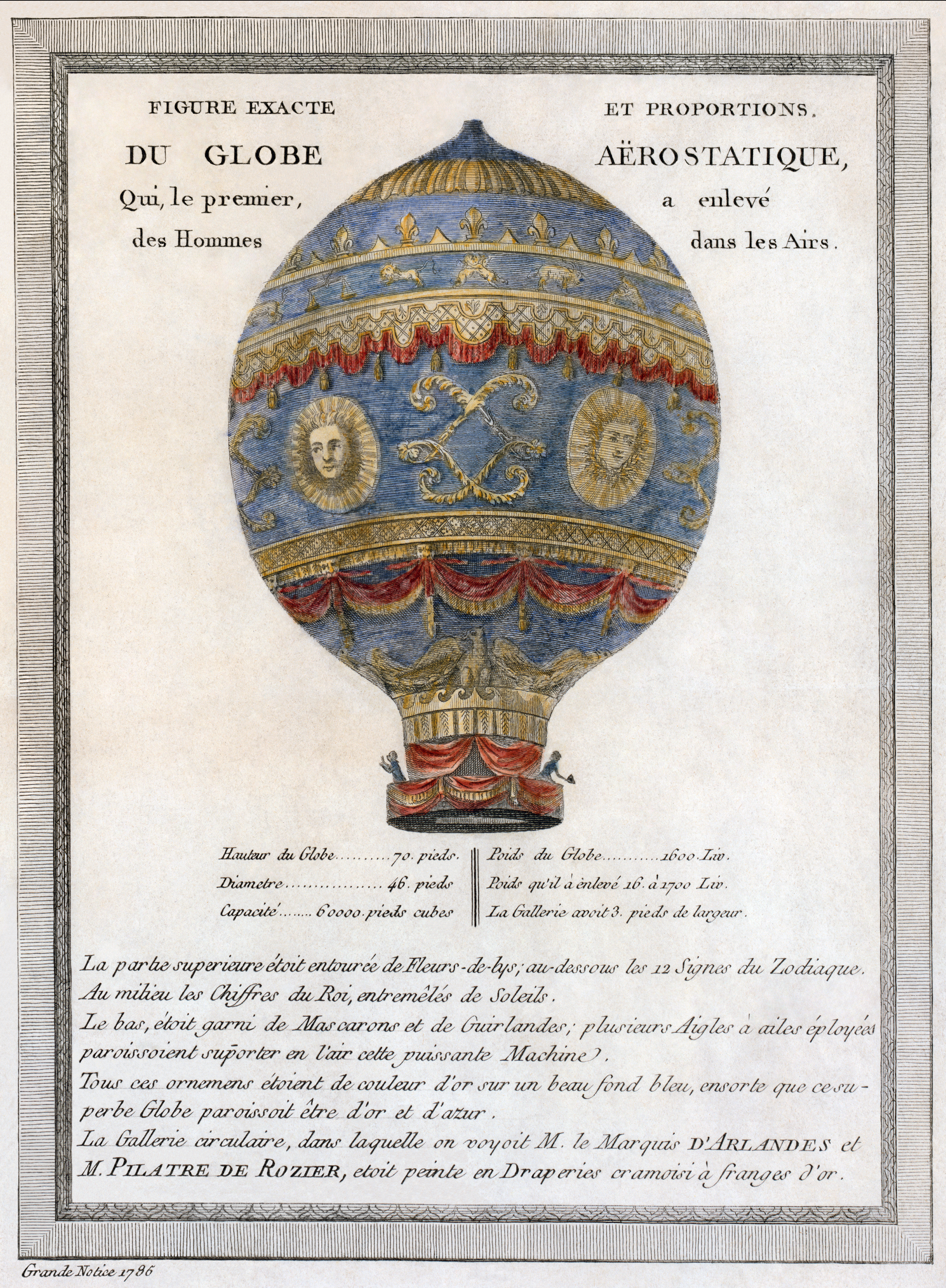
Desenho do balão de ar quente Montgolfier que fez o primeiro voo confirmado pelo homem em 1783.

Esta é uma lista das primazias na aviação. 
Para obter uma lista das primazias femininas, consulte o artigo Mulheres na aviação [en].

## Primeira pessoa a voar

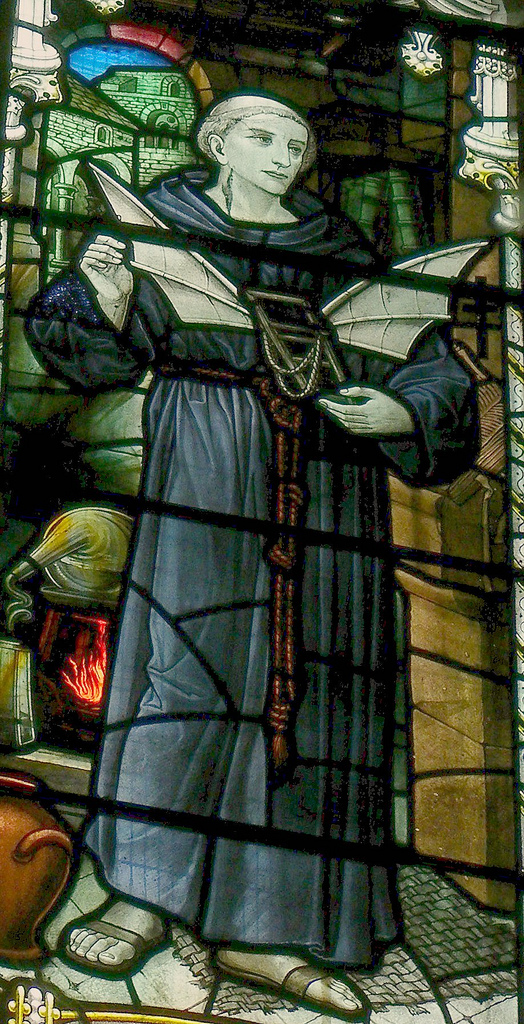
Vitral de 1920 do monge Eilmer de Malmesbury segurando suas asas (início do século XI).

O primeiro voo (incluindo planagem) feito por uma pessoa é desconhecido. Vários foram sugeridos.
- Em 559 d.C., vários prisioneiros do imperador Wenxuan do norte de Qi, incluindo Yuan Huangtou de Ye, foram forçados a se lançar com uma pipa de uma torre, como um experimento. Apenas Yuan Huangtou sobreviveu, apenas para ser executado mais tarde.
- No século IX, o andulasiano-muçulmano Abbas ibn Firnas tentou um curto voo planado com asas cobertas por penas da Torre de Córdoba, mas foi ferido durante o pouso.[1]
- No início do século XI, Eilmer de Malmesbury, um monge beneditino inglês, tentou um voo planado usando asas. Ele foi registrado como tendo percorrido uma distância modesta antes de quebrar as pernas ao pousar.[2]
- Entre 1630 e 1632, diz-se que Hezârfen Ahmed Çelebi planou sobre o estreito de Bósforo da Torre Galata até o distrito de Uskudar em Istambul.[3][4]
- Em 1633, seu irmão Lagari Hasan Çelebi pode ter sobrevivido a um voo em um foguete de 7 aletas movido a pólvora do Cabo do Serralho, o ponto abaixo do Palácio de Topkapı em Istambul.[5][6]

Nenhum desses relatos históricos está adequadamente apoiado por evidências que os corroborem, nem foram amplamente aceitos. O primeiro voo humano confirmado foi realizado por Jean-François Pilâtre de Rozier em um balão Montgolfier preso por uma corda em 1783.

## Mais leves que o ar (aeróstatos)

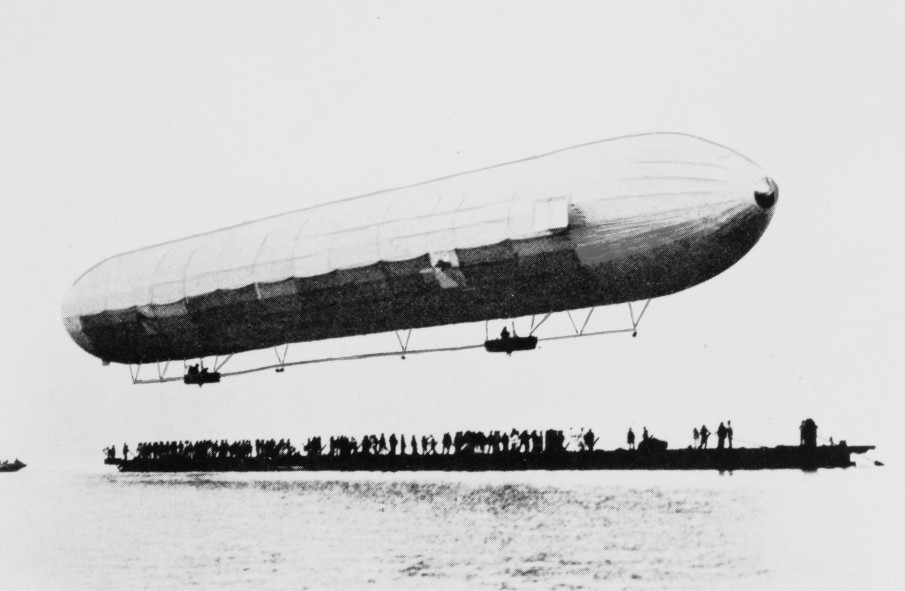
Primeiro dirigível rígido a voar
o Zeppelin LZ 1, 1900.

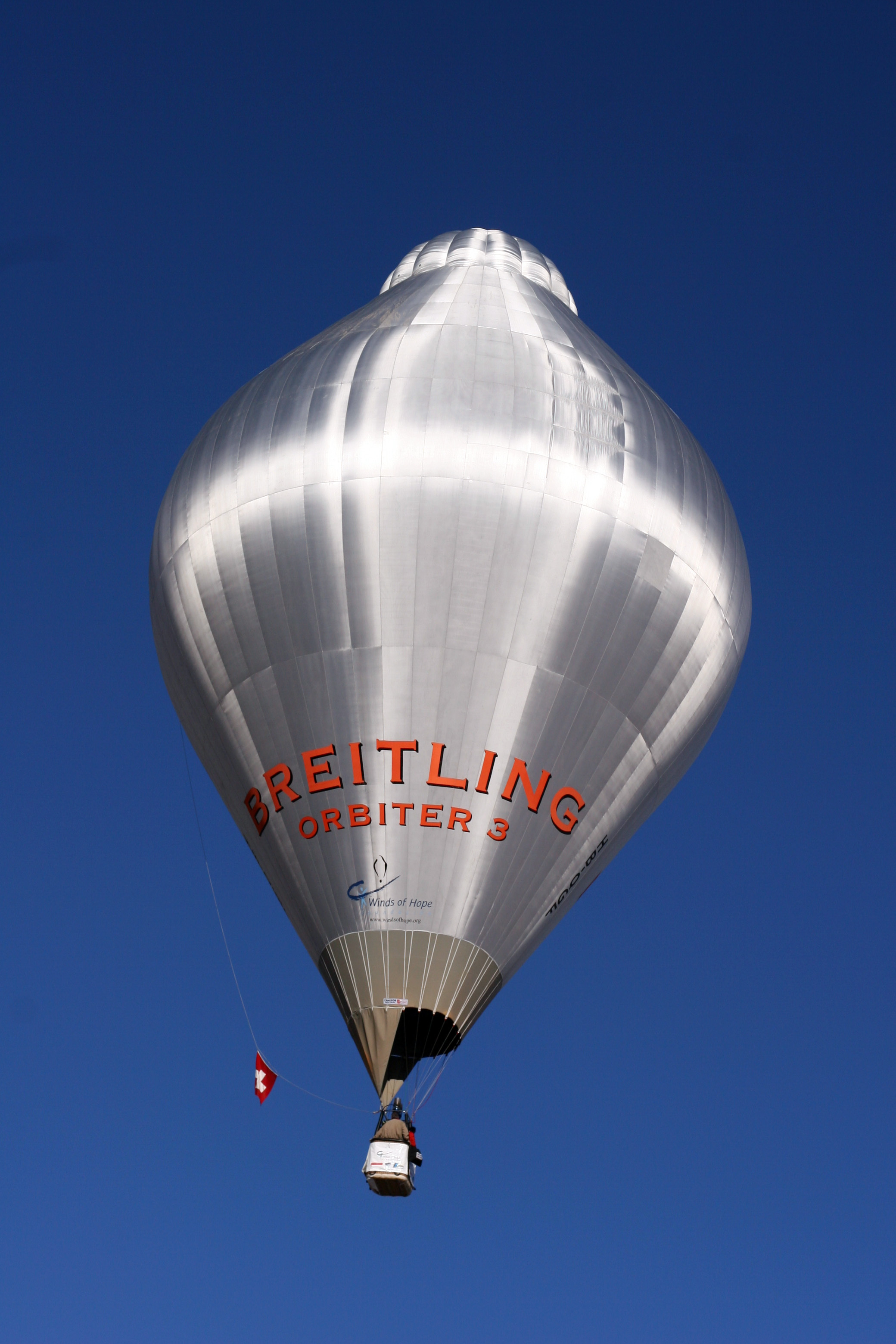
O Breitling Orbiter 3 no qual a primeira circum-navegação sem escalas foi realizada em 1999.

Primeiros animais a voar em um balão
Uma ovelha chamada Montauciel, junto com um pato e um galo foram enviados em um voo de balão pelos irmãos Montgolfier em 19 de setembro de 1783.
Primeiro voo tripulado
Étienne Montgolfier voou em um balão de ar quente Montgolfier preso por corda em 15 de outubro de 1783.
Primeiro voo livre tripulado em um balão não amarrado
Jean-François Pilâtre de Rozier e o Marquês d'Arlandes voaram em um balão de ar quente Montgolfier do Château de la Muette para Butte-aux-Cailles, Paris, em 21 de novembro de 1783.
Primeiro voo tripulado de balão a gás
O professor Jacques Charles e Nicolas-Louis Robert voaram de Paris a Nesles-la-Vallée em um balão cheio de hidrogênio em 1 de dezembro de 1783.
Primeiras mulheres a voar
A marquesa e a condessa de Montalembert, a condessa de Podenas e a senhorita de Lagarde subiram em um balão amarrado sobre Paris, em 20 de maio de 1784.
Primeira mulher em voo livre em um balão desamarrado
Élisabeth Thible sobrevoou Lyon cantando árias em 4 de junho de 1784, a fim de entreter Gustavo III da Suécia.
Primeiro voo em balão dirigível (ou dirigível)
Em 15 de julho de 1784, os irmãos Robert ("Les Frères Robert") voaram por 45 minutos de Saint-Cloud a Meudon com M. Collin-Hullin e Luís Filipe II, o duque de Chartres , em um balão alongado projetado por Jacques Charles, seguindo as sugestões de Jean Baptiste Meusnier (1783-85), mas os "remos" não funcionaram.
Primeiro voo através do Canal da Mancha
Foi feito por Jean-Pierre Blanchard e John Jeffries em um balão em 7 de janeiro de 1785.
Primeiro desastre da aviação
Ocorreu em Tullamore, condado de Offaly, Irlanda, quando um balão de ar quente causou um incêndio que queimou cerca de 100 casas em 10 de maio de 1785.
Primeiras fatalidades conhecidas em um acidente aéreo
Jean-François Pilâtre de Rozier e Pierre Romain morreram quando seu balão Rozière esvaziou e caiu perto de Wimereux em Pas-de-Calais, em 15 de junho de 1785.
Primeiro salto de um balão com um pára-quedas
Jean-Pierre Blanchard usou um pára-quedas em 1793 para escapar de seu balão de ar quente quando ele se rompeu.
Primeiro salto bem-sucedido de um balão com um pára-quedas
André-Jacques Garnerin em Paris em 1797.
Primeira subida de balão montado em um cavalo
Pierre Testu-Brissy ascendeu do Parque Belleville em Paris.
Primeira mulher a saltar de um balão com um pára-quedas
Jeanne Geneviève Labrosse saltou de uma altitude de 900 m (3.000 pés) em 12 de outubro de 1799.
Primeira mulher a pilotar seu próprio balão
Sophie Blanchard voou sozinha do jardim do Claustro dos Jacobinos em Toulouse em 18 de agosto de 1805.
Primeira mulher morta em um acidente de aviação
Sophie Blanchard morreu quando seu balão de hidrogênio pegou fogo em 6 de julho de 1819.
Primeiro balão motorizado dirigível de sucesso
O dirigível Giffard foi desenvolvido e pilotado por Henri Giffard, do Hipódromo de Paris a Trappes em 24 de setembro de 1852.
Primeiro serviço de correio de balão
Passou informações vitais sobre as linhas prussianas durante o cerco de Paris de 1870-71.
Primeiro voo em dirigível movido a motor de combustão interna
Realizado por Alberto Santos Dumont em 1898.
Primeiro voo de um dirigível rígido
Foi feito pelo Zeppelin LZ 1 do lago de Constança (o "Bodensee") em 2 de julho de 1900.
Primeira mulher a pilotar uma aeronave motorizada
Rose Isabel Spencer, no dirigível número 1 de Stanley Spencer, no Crystal Palace, Londres em 14 de julho de 1902.
Primeiro voo transatlântico de dirigível rígido
Foi feito pelo R34 da base RAF East Fortune para Mineola, Nova York, de 2 a 6 de julho de 1919.
Primeiro dirigível rígido cheio de hélio a voar
Foi o USS Shenandoah em 20 de agosto de 1923, embora não tenha feito um voo motorizado até 24 de setembro de 1923.
Primeiras pessoas a atingirem a estratosfera
Foram Auguste Piccard e Paul Kipfer, que ascenderam à altura de 51.000 pés (15.500 m) em um balão de hidrogênio em 27 de maio de 1931.
Primeira travessia do Atlântico de balão
Foi feita por Ben Abruzzo, Maxie Anderson e Larry Newman no Double Eagle II cheio de hélio, em 17 de agosto de 1978.
Primeira travessia ininterrupta de balão da América do Norte
Maxie e Kris Anderson no "Kitty Hawk" cheio de hélio, em 12 de maio de 1980.
Primeira travessia transpacífica de balão
Ben Abruzzo, Larry Newman, Ron Clark e Rocky Aoki, no "Double Eagle V" cheio de gás, em novembro de 1981.
Primeiro voo de balão em outro planeta
Foi conduzido pelo balão da sonda soviética Vega 1 nos céus acima de Vênus entre 11 de junho de 1985 e 13 de junho de 1985.
Primeira circunavegação ininterrupta da Terra em balão
Foi feita por Bertrand Piccard e Brian Jones que voaram de Château-d'Œx, na Suíça, para o Egito, no Breitling Orbiter 3, entre 1º e 21 de março de 1999, em 19 dias, 21 horas e 47 minutos.
Primeiro voo solo de balão sem escalas ao redor da Terra
Steve Fossett, no "Spirit of Freedom", circunavegou o globo entre 19 de junho e 3 de julho de 2002.

## Mais pesado que o ar (aeródinos)

### Era pioneira 1853–1916

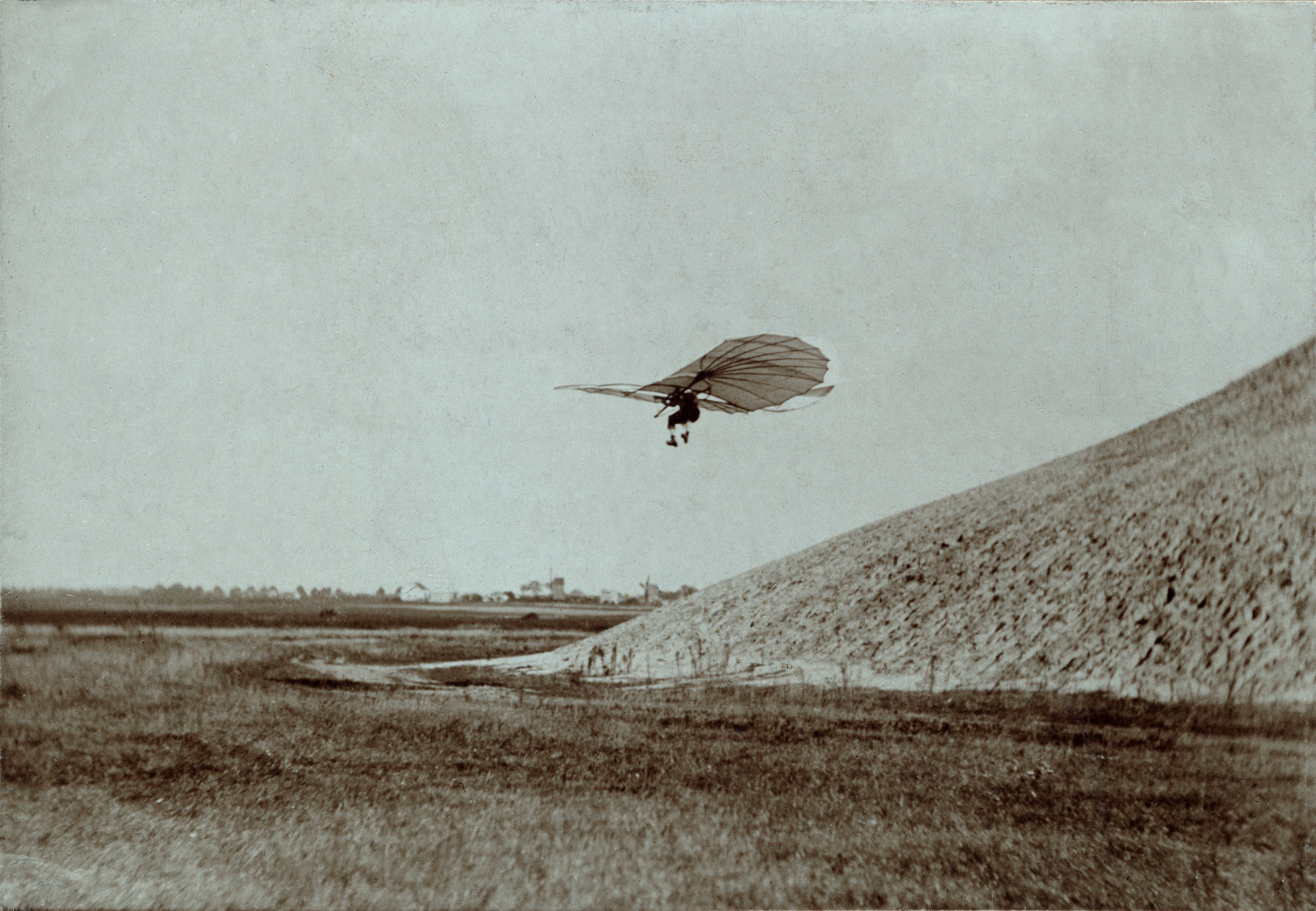
Otto Lilienthal realizando um voo, c. 1895.

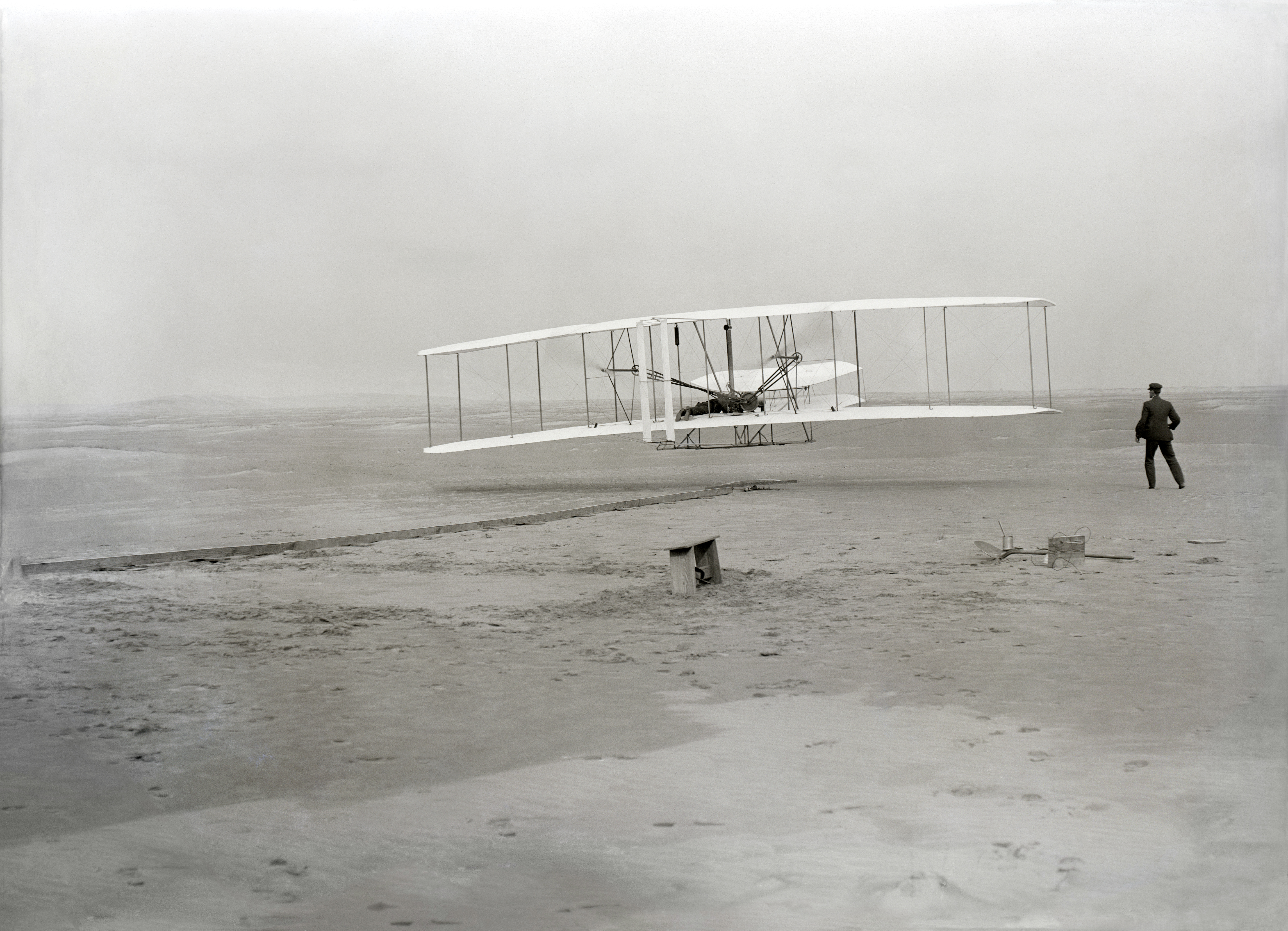
O Wright Flyer dos irmãos Wright fazendo o primeiro voo controlado e sustentado de um avião motorizado em 1903. Orville pilotando enquanto Wilbur observa.

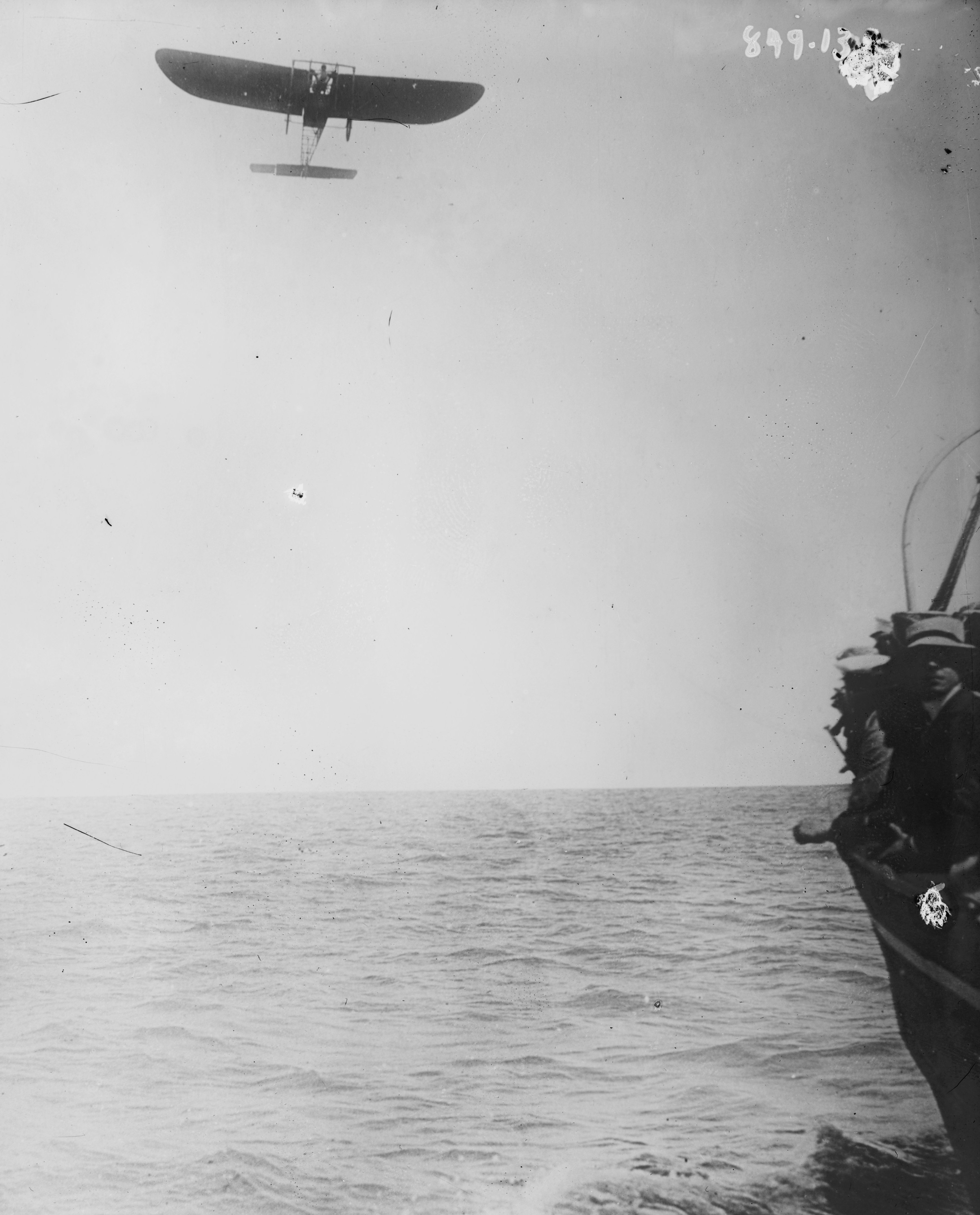
Louis Blériot cruzando o Canal da Mancha, 1909.

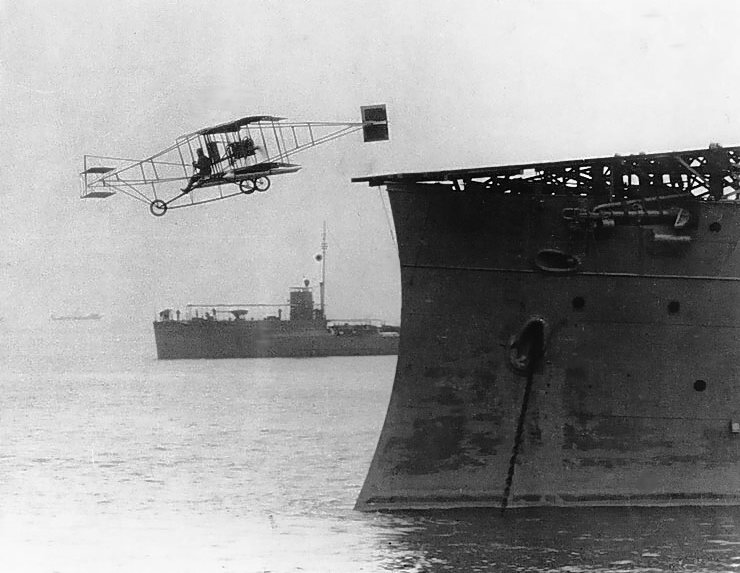
Eugene Burton Ely fazendo a primeira decolagem a partir de um navio,
o USS Birmingham em 1910.

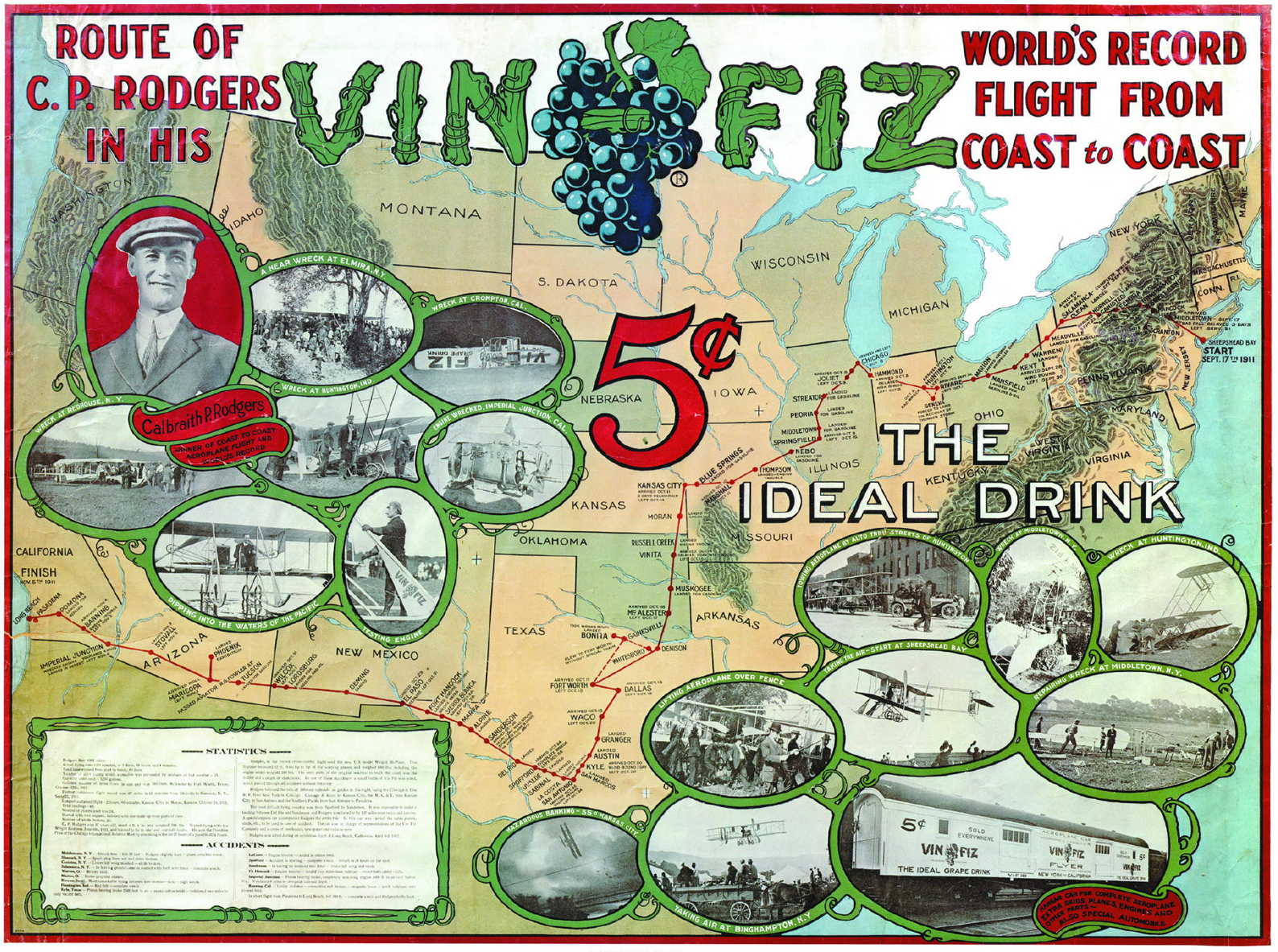
Poster da Armour Company exibindo a rota do voo transcontinental do Vin Fiz Flyer de Calbraith Perry Rodgers, 1911.

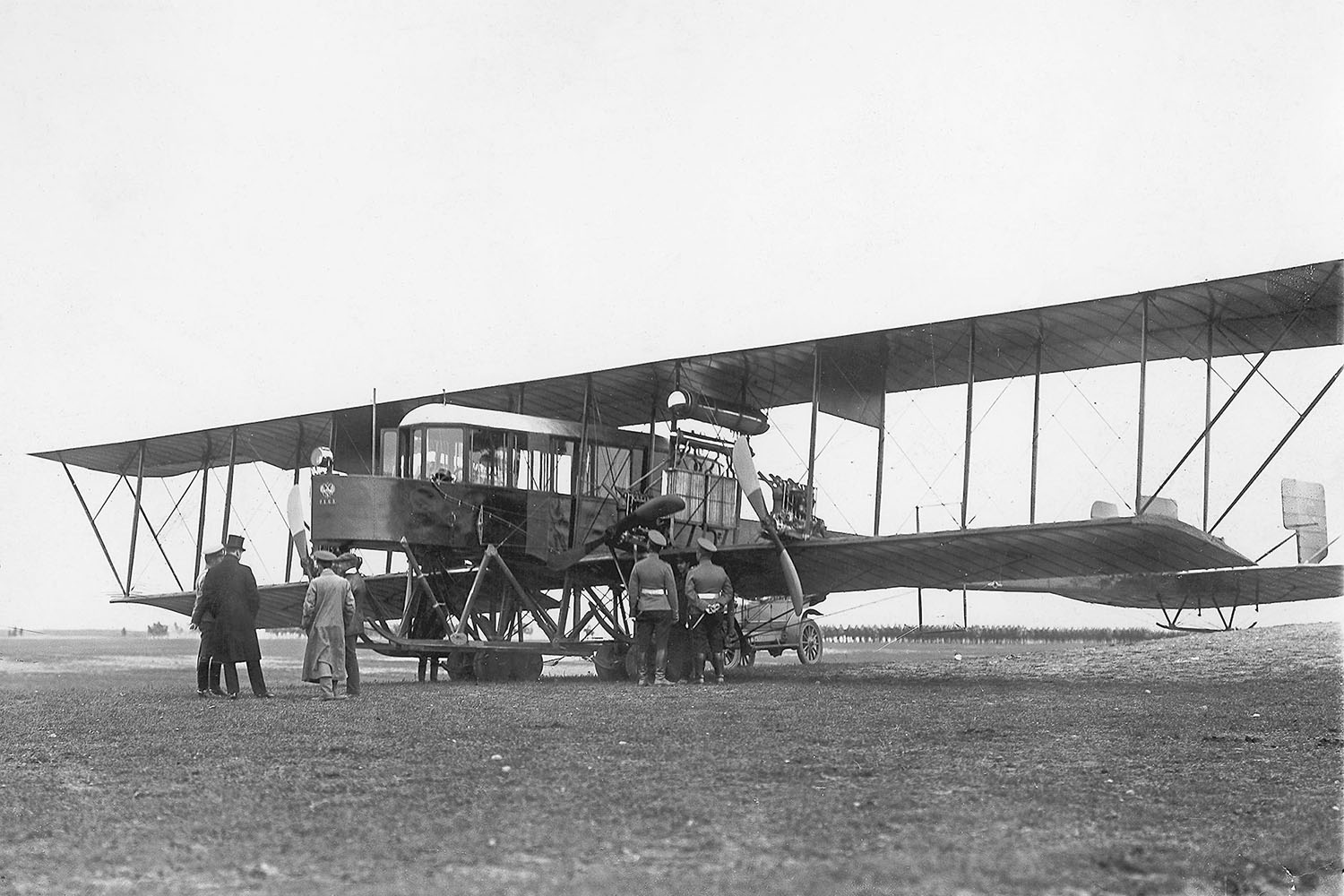
Primeiro avião quadrimotor a voar, o Sikorsky Bolshoi Baltiskiy, depois que dois motores foram acrescentados nas asas, 1910.

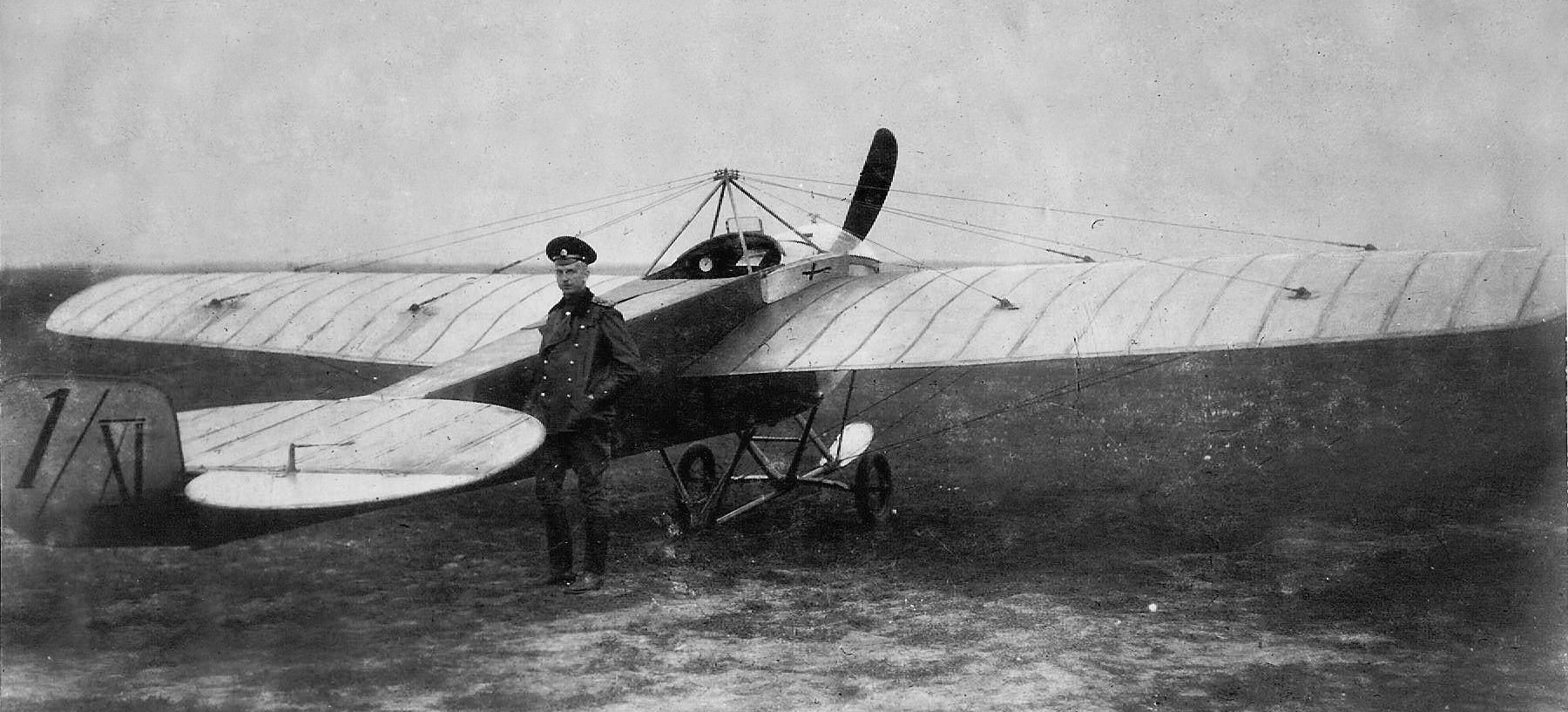
Pyotr Nesterov com o Nieuport IV.G com o qual ele efetuou um loop em 1913.

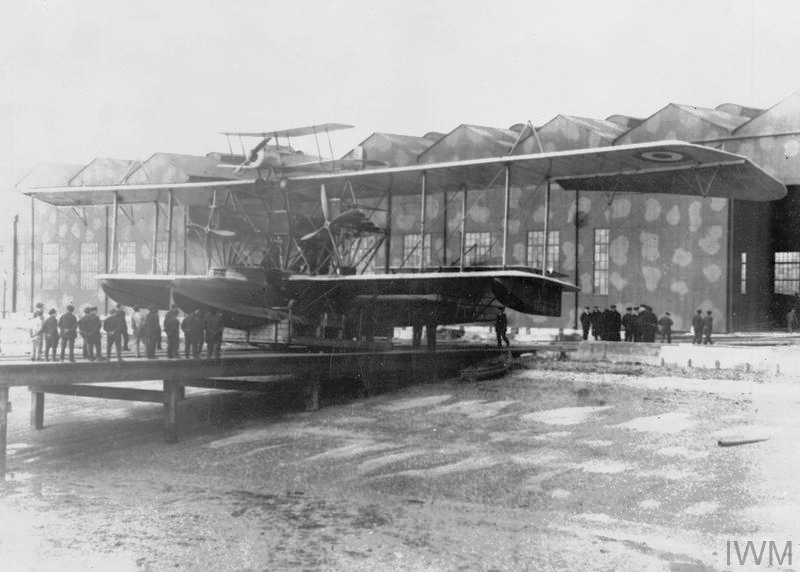
O Felixstowe Porte Baby com o Bristol Scout sobre ele antes do voo, 1916.

Primeiro voo de planador tripulado
Foi feito por um menino não identificado em um planador não controlado lançado por George Cayley em 1853.
Primeiro voo tripulado confirmado
Foi realizado por Clément Ader em um monoplano não controlado de sua própria concepção, em 1890.
Primeiro voo de planador tripulado controlado
Foi feito por Otto Lilienthal em um planador de seu próprio projeto, em 1891.
Primeiro voo sustentado em avião motorizado
Foi feito por Gustave Whitehead  no No. 21 em 14 de agosto de 1901, durante o qual ele percorreu 60 metros (200 pés).
Primeiro voo controlado e sustentado em um avião motorizado
Foi feito por Orville Wright no Wright Flyer em 17 de dezembro de 1903, durante o qual eles percorreram 37 m (120 pés).
Primeiro voo circular em avião motorizado
Foi feito por Wilbur Wright que voou 1.240 m (4.080 pés) em cerca de um minuto e meio em 20 de setembro de 1904.
Primeira aeronave a voar usando ailerons para controle lateral
Foi o planador de outubro de 1904 de Robert Esnault-Pelterie, embora os ailerons só tenham sido nomeados assim em 1908 por Henry Farman.
Primeira decolagem e voo não assistido mais pesado que o ar de mais de 25 m na Europa
Realizado por Alberto Santos-Dumont, voou uma distância de 60 m em seu 14-bis para ganhar o Prêmio Archdeacon em 23 de outubro de 1906.
Primeiro voo certificado pela Fédération Aéronautique Internationale (FAI)
Foi realizado por Alberto Santos Dumont, quando voou seu 14-bis, sem auxílio de decolagem, a uma distância de 220 m na presença de observadores oficiais da recém-fundada FAI em 12 de novembro de 1906.
Primeiro passageiro de avião
Foi Léon Delagrange, com o piloto Henri Farman, em 29 de março de 1908.
Primeiro uso do moderno sistema de controle de voo da aeronave
Foi no Blériot VIII, que alçou voo com o esquema de controle de Robert Esnault-Pelterie, utilizando um manche para controle de "pitch" (eixo lateral) e "roll" (eixo longitudinal) e uma barra de pé para "yaw" (eixo vertical), em abril de 1908.
Primeira pessoa a morrer na queda de um avião motorizado
Foi Thomas Etholen Selfridge, um passageiro de uma aeronave pilotada por Orville Wright que caiu em 17 de setembro de 1908. Wright ficou gravemente ferido e foi hospitalizado por sete semanas.
Primeiro voo de ida e volta entre duas cidades
Foi feito por Louis Blériot, que voou de Toury a Artenay, e de volta em 30 de outubro de 1908, por uma distância total de 23 km (14 mi).
Primeira licença oficial de piloto emitida
Foi a licença número 1, que foi emitida para Louis Blériot pelo Aéro-Club de France em 7 de janeiro de 1909.
Primeira aeronave a voar com motor giratório
Foi um biplano Farman III, em abril de 1909.
Primeiro pouso forçado na água de um avião
Ocorreu com Hubert Latham, ao tentar completar o primeiro voo motorizado através do Canal da Mancha em um monoplano Antoinette IV, mas teve uma falha de motor em 19 de julho de 1909.
Primeiro voo de avião através do Canal da Mancha
Foi concluído por Louis Blériot em um Blériot XI em 25 de julho de 1909, para ganhar o "Daily Mail Aviation Prize" de £ 1.000.
Primeiro porco a voar em um avião (ou qualquer animal)
Aconteceu quando John Moore-Brabazon, no Short Biplane No. 2 (não um Voisin como às vezes relatado), levou um porco chamado "Icarus II" em voo em 4 de novembro de 1909, como uma piada para provar o ditado de que os porcos podem voar.
Primeiro ultraleve a ser produzido em série
O Demoiselle de Santos-Dumont (na versão identificada como No. 20), foi fabricado em série pela Clément-Bayard, por 7.500 francos cada unidade em 1909.
Primeiro voo na América Latina
Dimitri Sensaud de Lavaud, voa o avião "São Paulo" construído com a ajuda de seu assistente Lourenço Pellegatti, ele voou uma distância de 105 m em Osasco-Brasil, em 7 de janeiro de 1910.
Primeiro voo em escuridão total
Henry Farman, voa em um biplano Farman sem o benefício da luz da lua, em 1º de março de 1910.
Primeira mulher a obter uma licença de piloto
Foi Raymonde de Laroche, em 8 de março de 1910.
Primeiro voo na Ásia
Foi feito por Giacomo D'Angelis, em um biplano construído por D'Angelis inteiramente de seus próprios projetos, experimentando um motor de pequena potência, em 29 de março de 1910 em Chennai, Índia (anteriormente conhecido como Madras).
Primeiro voo de hidroavião motorizado documentado e testemunhado partindo da superfície da água
Foi feito por Henri Fabre, no "Hydravion Canard" ("o pato"), em 28 de março de 1910.
Primeiro simulador de voo de aeronave
Foi construído pelo fabricante de aeronaves Antoinette para ensinar os alunos a pilotar seus monoplanos em 7 de maio de 1910.
Primeiro Chefe de Estado a voar em um avião
Foi Ferdinando I da Bulgária, como passageiro em um biplano Farman III pilotado por Júlio de Laminne durante uma visita à Bélgica em 15 de julho de 1910.
Primeiras comunicações de rádio aerotransportados
Foram feitas por Frederick Walker Baldwin e Douglas McCurdy com uma mensagem de rádio morse de um biplano Curtiss durante o voo, que foi recebida por uma estação terrestre próxima em 27 de agosto de 1910. Eles também foram os responsáveis pela primeira mensagem de rádio recebida por uma aeronave em voo, em 6 de março de 1911.
Primeiro voo através dos Alpes
Foi pelo aviador peruano Jorge Chávez em um Blériot XI em 23 de setembro de 1910, durante o qual atingiu uma altitude de 2.000 m (6.600 pés).
Primeira colisão aérea entre dois aviões
Aconteceu quando um Antoinette IV, pilotado por René Thomas, colidiu com o biplano Farman III de Bertram Dickson em 1 de outubro de 1910.
Primeira decolagem e pouso a bordo de um navio
Foi feita por Eugene Burton Ely, em um Curtiss Model D por impulsão, de uma plataforma temporária a bordo do cruzador leve USS Birmingham em 14 de novembro de 1910. Ely também foi o primeiro a pousar um avião em um navio, pousando em uma plataforma temporária a bordo do cruzador blindado USS Pennsylvania em 11 de janeiro de 1911.
Primeiro voo sem escalas de Londres a Paris
Pierre Prier voou um Blériot XI em 12 de abril de 1911 de Londres a Paris em 3 horas e 56 minutos.
Primeira mulher a morrer na queda de um avião motorizado
Foi Denise Moore, que caiu de um Farman III, em 21 de julho de 1911.
Primeira recuperação de spin conhecida
Foi feita por F. P. Raynham em um biplano Avro Type D em 21 de setembro de 1911.
Primeiro voo através da Divisão Continental das Américas (as Montanhas Rochosas)
Foi feito por Cromwell Dixon em um Curtiss por impulsão em 30 de setembro de 1911, atingindo uma altitude de 2.200 m (7.100 pés).
Primeira munição lançada de um avião
O tenente Giulio Gavotti jogou granadas de seu avião Etrich Taube sobre as tropas otomanas na Líbia em 1º de novembro de 1911.
Primeiro voo transcontinental na América do Norte
Calbraith Perry Rodgers voou no biplano Vin Fiz Flyer Model EX através de uma jornada de mais de setenta paradas pelos Estados Unidos de Sheepshead Bay, Nova York a Long Beach, Califórnia, de 17 de setembro a 10 de dezembro de 1911.
Primeiro salto de paraquedas de um avião
Foi feito por Grant Morton de um Wright Model B sobre Venice, Califórnia, em 1911. No entanto, o crédito é geralmente dado a Albert Berry, que saltou de um biplano Benoist sobre Jefferson Barracks, Missouri, em 1º de março de 1912.
Primeira missão noturna
Realizada pelo tenente Giulio Gavotti durante a campanha contra o Império Otomano em 4 de março de 1912.
Primeira mulher a cruzar o Canal da Mancha
Foi Harriet Quimby, que voou de Dover para Neufchâtel-Hardelot em 16 de abril de 1912.
Primeiro voo de avião sobre o Mar da Irlanda
Feito por Denys Corbett Wilson levou 100 minutos para voar um Blériot XI de Goodwick no País de Gales para Enniscorthy na Irlanda, em 22 de abril de 1912.
Primeira decolagem de um avião de um navio em movimento
O comandante Charles R. Samson decolou de uma plataforma a bordo do encouraçado HMS Hibernia em um Short Improved S.27 No. 38, em 9 de maio de 1912.
Primeiro voo de uma aeronave toda em metal
O Reissner Canard, projetado pelo Professor Hans Reissner (com ajuda de engenharia de Hugo Junkers), cuja estrutura e cobertura eram todas de metal, voou pela primeira vez em 23 de maio de 1912 pilotado por Robert Gsell [de].
Primeiras marcações de identificação nacional usadas em aeronaves
Foi na França seguindo as instruções da "Inspection Permante de l'Aeronautique" para pintar roundels com um diâmetro externo de 1 m (3 pés 3 in) em vermelho, com um anel branco de 70 cm (28 in) e um ponto azul interno de 40 cm (16 pol.) em 26 de julho de 1912. As proporções e o diâmetro seriam ajustados posteriormente. Tanto a Alemanha quanto o Reino Unido emitiram ordens para marcações nacionais somente quando se mobilizaram em 1914, para a Primeira Guerra Mundial.
Primeira recuperação de spin observada
Foi feita por Wilfred Parke em um Avro Type G em 25 de agosto de 1912.
Primeira aeronave a ser capturada
Foi a do capitão Moizo do " Servizio Aeronautico" italiano, em 10 de setembro de 1912 durante a Guerra Ítalo-Turca, mas fontes divergem sobre se ele foi abatido ou teve problemas mecânicos.
Primeiro uso de um gravador de dados de voo
Inventado por George M. Dyott e usado em 1913 no monoplano Dyott. Ele usou três ponteiros para registrar os movimentos das superfícies de controle em uma tira de papel entre dois rolos.
Primeira aeronave quadrimotora a voar
O russo "Sikorsky Russky Vityaz" (conhecido como "Большой Балтийский" - Grande Báltico), desenvolvido por Igor Sikorsky; decolou em 10 de maio de 1913 depois de ter dois motores adicionais instalados na configuração por impulsão, em tandem atrás do par de motores instalados; quando o par original ficou sem potência suficiente.
Primeiro ataque a bomba contra um navio de superfície
Didier Masson e o capitão Joaquín Bauche Alcalde jogaram bombas de dinamite em canhoneiras federalistas em Guaymas, México, em 10 de maio de 1913, enquanto voavam para o revolucionário mexicano Venustiano Carranza.
Primeiro voo de folheto de propaganda
Didier Masson lançou folhetos de propaganda do ar para o revolucionário mexicano Venustiano Carranza, após 10 de maio de 1913.
Primeiro loop
Pyotr Nesterov efetuou um loop com um Nieuport IV, em 9 de setembro de 1913.
Primeiro voo através do Mediterrâneo
Roland Garros voou um Morane-Saulnier G do sul da França para a Tunísia, em 23 de setembro de 1913.
Primeira aeronave a exceder 160 km/h em voo nivelado
Maurice Prévost voou um Deperdussin Monocoque na corrida do Troféu Gordon Bennett de 1913 com média de mais de 160 km / h (100 mph) durante uma volta em 28 de setembro de 1913.
Primeira "dogfight"
Dean Ivan Lamb pilotando um Curtiss por impulsão e Phil Rader em um biplano Christofferson trocaram tiros de pistola enquanto estavam no ar, durante o Cerco de Naco, no México, em novembro ou dezembro de 1913.
Primeiro voo de avião comercial programado
Tony Jannus voou em um hidroavião biplano Benoist XIV da "St. Petersburg–Tampa Airboat Line" de São Petersburgo a Tampa em 23 minutos em 1º de janeiro de 1914 com um passageiro pagante. Este serviço funcionou até 5 de maio de 1914.
Primeiro voo pilotado "indoor"
Lincoln Beachey voou dentro do "Palace of Machinery" para a "Panama-Pacific International Exposition", em São Francisco, Califórnia, em 16 ou 17 de fevereiro de 1914.
Primeiro voo através do Mar do Norte
Em 30 de julho de 1914, Tryggve Gran voou 510 km de Cruden Bay na Escócia a Jæren na Noruega em 4 horas e 10 minutos.
Primeira aeronave abatida por fogo terrestre
Em 20 de agosto de 1914 durante a Batalha de Cer, um Lohner B.I austro-húngaro da "Fliegerkompagnie 13" foi danificado por fogo de armas leves do Exército Real Sérvio perto de Lešnica. O piloto escapou e os sérvios não conseguiram consertar sua aeronave.
Primeira aeronave abatida intencionalmente por outra aeronave
Pyotr Nesterov colidiu com um Albatros B.II austríaco da FLIK 11 com seu Morane-Saulnier G em 7 de setembro de 1914 após tentativas anteriores de usar um gancho. Ambas as aeronaves foram destruídas e todos morreram.
Primeira aeronave a abater outra aeronave
Um Voisin III francês, pilotado pelo sargento Joseph Frantz, e o cabo Louis Quénault como passageiro, engajou um Aviatik B.II alemão perto de Rheims em 5 de outubro de 1914. Depois de gastar a munição de sua metralhadora, Quénault atirou no piloto alemão (Wilhelm Schlichting) com seu rifle, causando a queda do Aviatik.
Primeira piloto militar feminina
Eugenie Mikhailovna Shakhovskaya foi uma piloto de reconhecimento no Serviço Aéreo da Rússia Imperial, tendo sido incorporada ao serviço ativo em 19 de novembro de 1914.
Primeira aeronave operada a partir de um submarino
Foi um hidroavião Friedrichshafen FF.29 pilotado por Friedrich von Arnauld de la Perière do U-boat SM U-12 da Alemanha em 6 de janeiro de 1915, quando a aeronave foi retirada do U-boat, que submergiu debaixo dele.
Primeira vitória aérea de um caça armado com metralhadora fixa
Roland Garros, enquanto com a Escadrille 23 da "Armée de l'Air" trabalhou com Raymond Saulnier em uma metralhadora sincronizada, porém quando esta falhou, eles fixaram cunhas de aço nas pás da hélice, e ele abateu três aeronaves alemãs em março de 1915 antes que seu motor falhasse atrás das linhas inimigas.

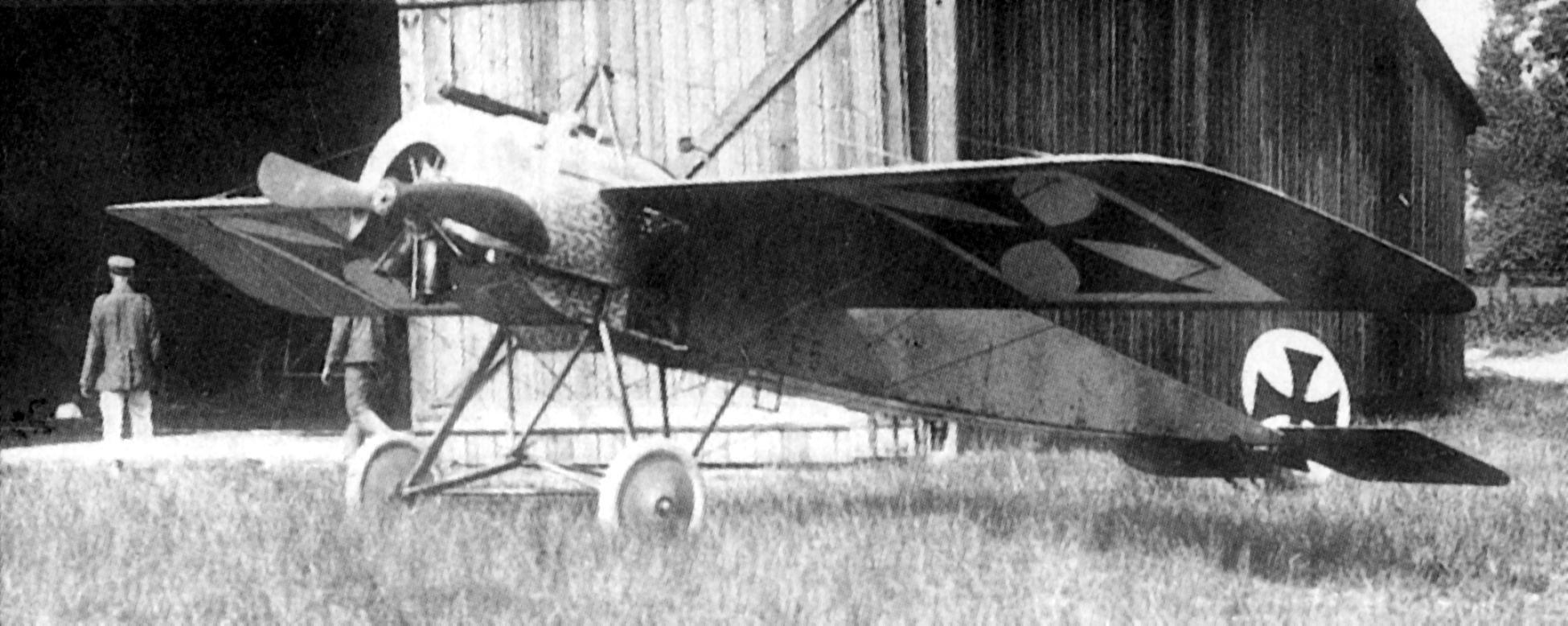
O Fokker M.5K/MG de Kurt Wintgens usado em 1 de julho de 1915.

Primeira vitória aérea de um caça armado com uma metralhadora sincronizada de tiro frontal
Leutnant Kurt Wintgens do Feldflieger Abteilung 6b do braço aéreo Fliegertruppe do Exército Alemão, pilotando um Fokker M.5K/MG Eindecker, abateu um Morane-Saulnier L francês próximo Lunéville, França, em 1° de julho de 1915.
Primeira mulher piloto de caça de combate
Marie Marvingt voou em missões de combate para a França em 1915.
Primeiro naufrágio de um navio com um torpedo aéreo
Charles Edmonds em um Short 184 torpedeou e afundou um navio de abastecimento turco abandonado no Mar de Mármara em 12 de agosto de 1915.
Primeiro abate de um avião militar com fogo de artilharia
O soldado Radoje Ljutovac do Exército Sérvio atingiu um avião austro-húngaro em 30 de setembro de 1915 durante um bombardeio em Kragujevac.
Primeira busca e salvamento de combate por avião
Richard Bell Davies pousou seu Nieuport 10 para resgatar outro piloto que havia sido abatido na Bulgária em 19 de novembro de 1915.
Primeira evacuação médica por via aérea
Louis Paulhan evacuou Milan Stefanik, gravemente doente, da frente sérvia em 1915.
Primeiro piloto militar negro
Ahmet Ali Çelikten a.k.a. Arap Ahmet Ali foi o primeiro piloto militar negro, servindo nos Esquadrões de Aviação Otomanos de 1914 ou 1915.
Primeiro voo de aeronave parasita ou avião composto
Um Felixstowe Porte Baby carregou um avião menor sobre ele e então lançou um Bristol Scout durante o voo em 17 de maio de 1916.
Primeiro ataque de foguete ar-ar para derrubar uma aeronave
Oito ases, incluindo Nungesser, derrubaram seis balões de observação em 22 de maio de 1916 enquanto pilotavam o Nieuport 16 armado com foguetes Le Prieur, "cegando" o exército alemão para um contra-ataque francês em "Fort de Douaumont".
Primeiro ataque de foguete ar-solo
Um Nieuport 16 equipado com foguetes Le Prieur encontrou um grande depósito de munição em 29 de junho de 1916 e o explodiu.
Primeiro submarino afundado por aeronave
O HMS B10 foi afundado pela aeronave Lohner L da "Kaiserliche und Königliche Seeflugwesen" (Serviço Aéreo Naval Austro-Húngaro) enquanto estava ancorado em Veneza em 9 de agosto de 1916.
Primeiro submarino afundado em navegação submersa por aeronave
O submarino francês "Foucault (Q70)" foi bombardeado por dois hidroaviões austro-húngaros Lohner L ao largo de Cattaro em 15 de setembro de 1916, o que resultou no Foucault sendo forçado a emergir e sua tripulação a abandonar a embarcação.
Primeiros associados autenticados no "mile high club"
Pelo piloto/engenheiro Lawrence Sperry e a socialite Dorothy Rice Sims em seu "barco voador" Curtiss Model F, que estava equipado com um piloto automático perto de Nova York em 21 de novembro de 1916, no entanto Sperry desativou o piloto automático e um pouso mal sucedido resultou na descoberta de ambos nus.

### Voos práticos 1917–1938

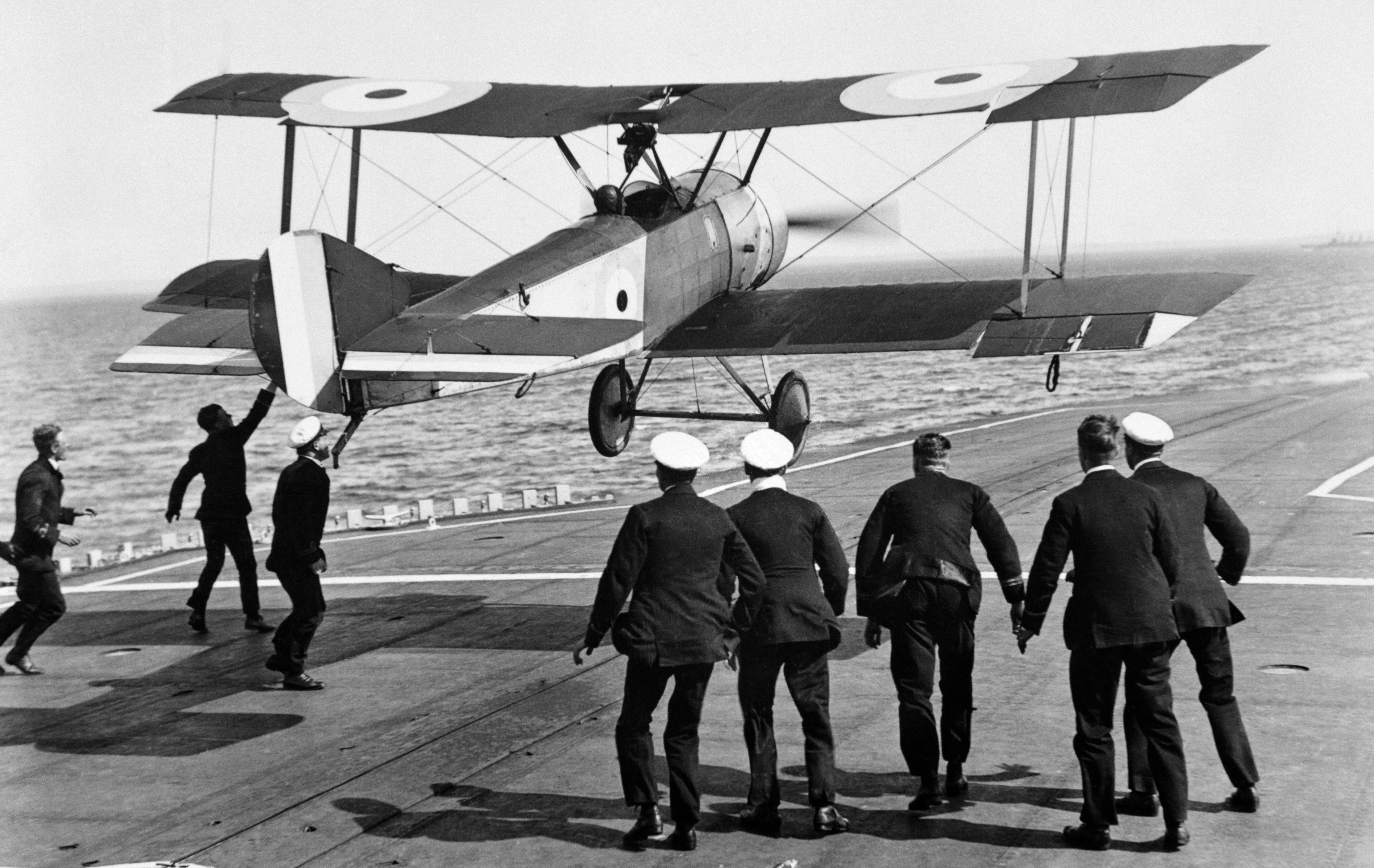
Edwin Dunning pousando um Sopwith Pup no HMS Furious em 1917.

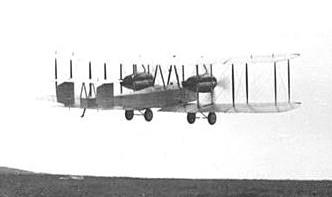
Alcock e Brown iniciando seu voo transatlântico sem escalas
em seu Vickers Vimy, 1919.

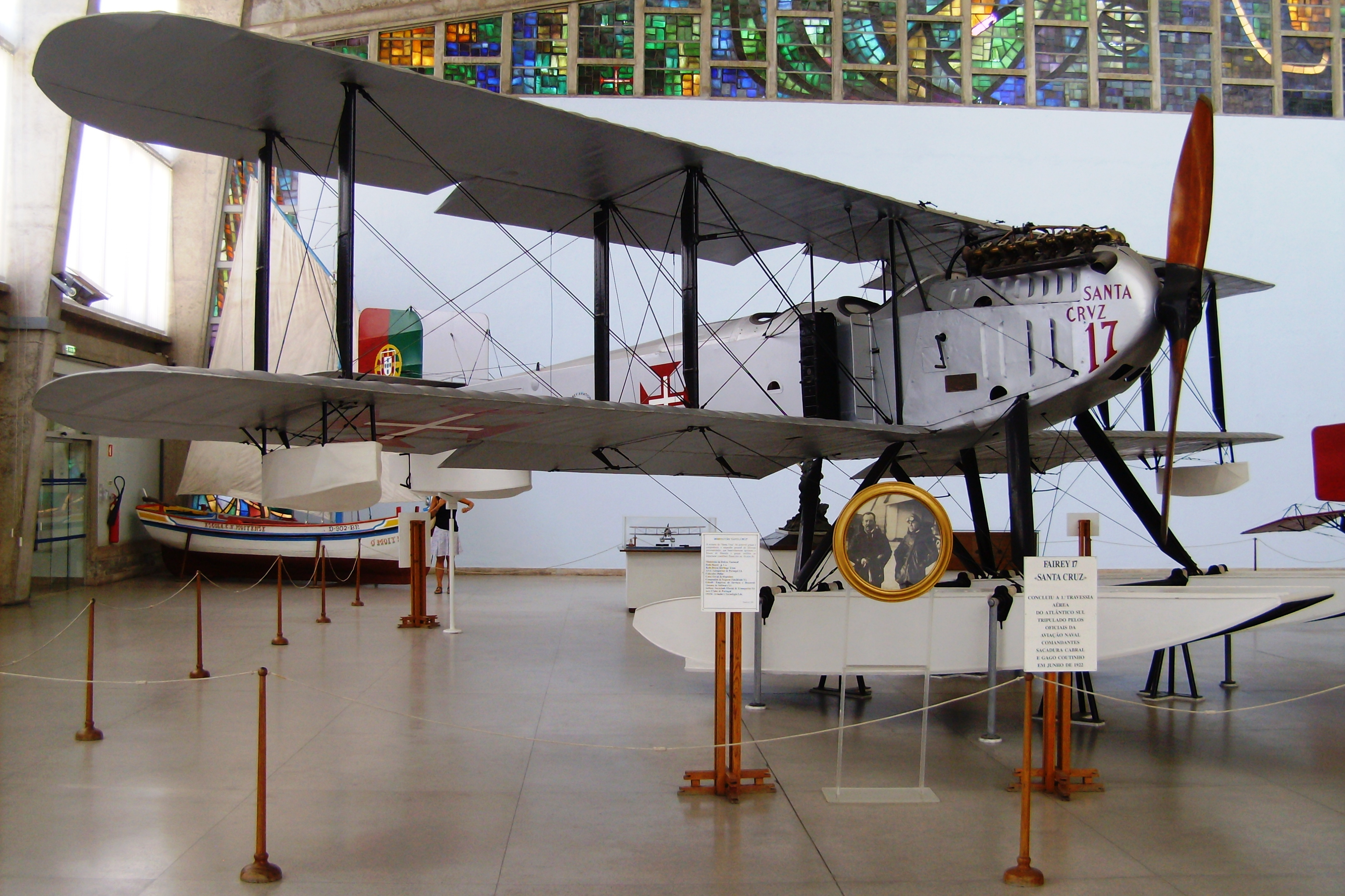
O Fairey III.D que completou a primeira travessia do Atlântico Sul em 1922.

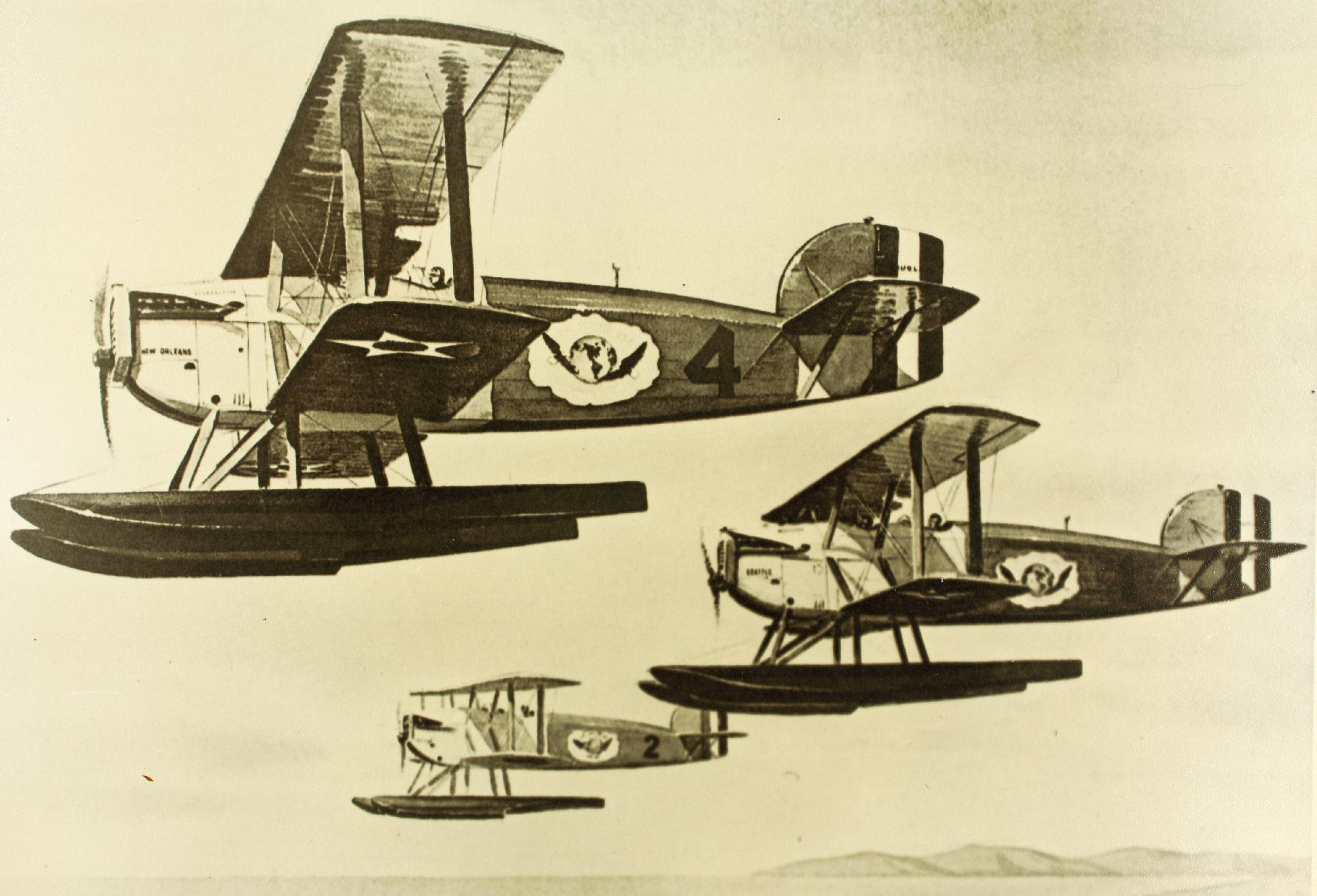
O Douglas World Cruiser do USAAS em seu voo de circunavegação mundial em 1924.

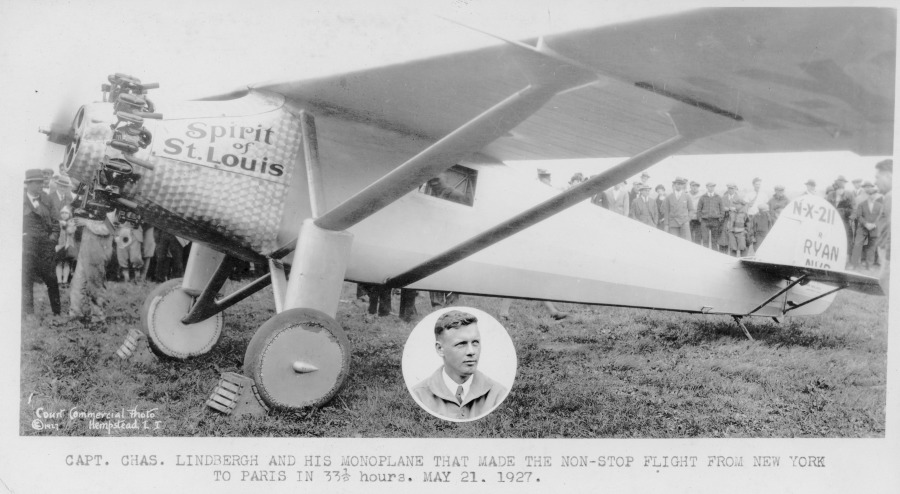
Charles Lindbergh e seu monoplano o Spirit of St. Louis que fez o voo sem escalas de Nova York a Paris em 21 de maio de 1927.

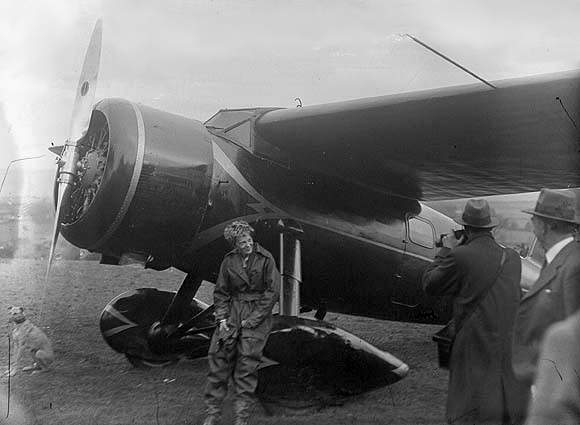
Amelia Earhart com o Lockheed Vega 5B com o qual ela cruzou o Atlântico em maio de 1932.

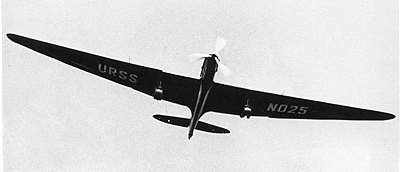
O Tupolev ANT-25RD que completou a primeira travessia polar em 1937.

Primeira aeronave não tripulada (drone) a responder ao controle do solo (RPV)
O "Aerial Target" em 21 de março de 1917
Primeiro pouso de um avião em um navio em movimento
O comandante do esquadrão Edwin Dunning pousou um Sopwith Pup no HMS Furious em 2 de agosto de 1917.
Primeiro voo de uma aeronave toda em metal com uma estrutura primária monocoque recoberta de metal
Realizado pelo biplano cantilever Zeppelin-Lindau (Dornier) DI em 4 de junho de 1918. Também seria a primeira aeronave desse tipo a entrar em produção.
Primeiro voo de avião através dos Andes
Luis Candelaria voou de Zapala, Argentina, para Cunco, Chile, em um monoplano com asa parasol Morane-Saulnier L em 13 de abril de 1918, atingindo uma altitude de 4.000 m (13.000 pés).
Primeiro ataque de aeronave lançado de um porta-aviões
Sopwith Camels voado do HMS Furious para o ataque de Tondern em 19 de julho de 1918 destruiu os Zeppelins L 54 e L 60.
Primeiro voo cruzando os Andes acima dos picos mais altos
Teniente Dagoberto Godoy cruzou do Chile para a Argentina em um Bristol M.1C, em 12 de dezembro de 1918, atingindo uma altitude de 6.300 m (20.700 pés), sem oxigênio.
Primeiro voo transatlântico
Albert Cushing Read com uma tripulação de cinco em um "barco voador" Curtiss NC-4 da Marinha dos EUA, o NC-4, voou de Nova York a Plymouth, Inglaterra, via Açores e Portugal, de 8 a 31 de maio de 1919, parando 23 vezes.
Primeiro voo transatlântico sem escalas
John Alcock e Arthur Brown voaram em um Vickers Vimy de St. John's, Newfoundland, para Clifden, Irlanda, em 14-15 de junho de 1919.
Primeiros passageiros clandestinos transatlânticos
William Ballantyne e seu gato malhado, "Wopsie", a bordo do dirigível R34 para um voo do Reino Unido para Mineola, Nova York, de 2 a 6 de julho de 1919. Wopsy e dois pombos-correio foram os primeiros animais a voar no Atlântico, com Wopsie sendo o primeiro quadrúpede conhecido por ter voado através de uma grande massa de água.
Primeiro voo da Inglaterra para a Austrália
Os irmãos Keith e Ross Macpherson Smith, com o sargento mecânico Wallace H. Shiers e James M. Bennett, voaram do aeródromo Hounslow Heath para Darwin em um Vickers Vimy em 10 de dezembro de 1919, ganhando um prêmio de £A 10.000.
Primeiro voo de Roma para Tóquio
Arturo Ferrarin (e o engenheiro Gino Cappannini) em um biplano Ansaldo SVA na vitória do "Raid Roma-Tóquio" em 31 de maio de 1920
Primeiro voo cruzando os Andes por uma mulher
Adrienne Bolland voou um Caudron G.3 de Mendoza, Argentina, para Santiago em 1 de abril de 1921.
Primeiro voo de uma aeronave com cabine pressurizada para voo de grande altitude
Por um USD-9A A.S.40118 modificado pela Divisão de Engenharia  em 8 de junho de 1921 por Art Smith.
Primeira pessoa afro-americana, nativa americana ou negra a obter uma licença de piloto internacional
Bessie Coleman em 15 de junho de 1921 em um Nieuport 82.
Primeiro navio-capitânia afundado por aeronave
Sob as ordens do general de brigada William L. Mitchell, um bombardeiro Handley-Page O/400 e seis bombardeiros Martin NBS-1 liderados pelo capitão Walter R. Lawson bombardearam o ex-navio de guerra alemão capturado na Primeira Guerra Mundial, Ostfriesland durante uma série de testes de poder aéreo, afundando-o em 21 de julho de 1921.
Primeiro avião de aspersão
John Macready voou com sucesso um Curtiss Jenny que tinha sido especialmente modificado em um projeto conjunto do "United States Department of Agriculture" e do "United States Army Signal Corps" do "McCook Field" em Dayton, Ohio para pulverizar as plantações com arseniato de chumbo para controlar uma infestação de lagartas em agosto 3, 1921.
Primeiro reabastecimento aéreo
Feito por Wesley "Wes" May, Frank Hawks e Earl Daugherty com um biplano Lincoln Standard e um Curtiss Jenny.
Primeiro voo a manter uma velocidade acima de 320 km/h (200 mph)
Joseph Sadi-Lecointe voou um Nieuport-Delage Sesquiplan por uma distância de 100 km (62 mi) a uma velocidade média superior a 320 km / h (200 mph) em 30 de setembro de 1922.
Primeira travessia aérea do Atlântico Sul (com substituição de aeronaves)
Artur de Sacadura Cabral e Gago Coutinho voaram de Lisboa, Portugal, para o Rio de Janeiro, Brasil, em um total de três hidroaviões Fairey III.D entre 30 de março e 17 de junho, 1922. O primeiro a utilizar a navegação astronômica (e a contar apenas com ela durante a travessia), com horizonte artificial para uso aeronáutico.
Primeiro voo de autogiro
Alejandro Gomez Spencer fez o primeiro voo de autogiro bem-sucedido no Cierva C.4 em 9 de janeiro de 1923 (O.C.), projetos anteriores falharam em realizar o voo.
Primeiro reabastecimento aéreo com linha de combustível
Um biplano DH-4B do "United States Army Air Service" reabasteceu com sucesso outro DH.4B, pilotado por Lowell Smith, em pleno ar em 27 de junho de 1923.
Primeiro voo de Portugal para a China
Usando duas aeronaves diferentes, Sarmento de Beires e Brito Pais voaram 16.380 km (10.180 mi) em 115 horas e 45 minutos de voo. de Vila Nova de Milfontes, Alentejo a Shenzhen, perto Hong Kong, entre 7 de abril e 20 de junho de 1924.
Primeira circunavegação aérea
Os pilotos Lowell H. Smith, Erik H. Nelson e John Harding Jr., em um par de Douglas World Cruisers do "United States Army Air Service" completaram uma circunavegação aérea leste-oeste do mundo começando e terminando em Seattle, Washington , entre 6 de abril e 28 de setembro de 1924.
Primeiro voo de Amsterdã a Tóquio
Pedro Leandro Zanni e o mecânico Felipe Beltrame, voaram 17.015 km (10.573 mi), com troca de aeronave em Hanói, de 26 de julho a 11 de outubro de 1924, com tempo de voo de 119 horas e 50 minutos.
Primeira travessia aérea do Atlântico Sul (aeronave única)
Ramón Franco, Julio Ruiz de Alda Miqueleiz, Juan Manuel Duran e Pablo Rada, realizada entre a Espanha e a América do Sul no Plus Ultra, em janeiro de 1926.
Primeiro voo de um avião "asa voadora"
Foi feito pelo Chyeranovskii BICh-3 em 1926.
Primeiro voo bem-sucedido de um avião de reboque de planador
Foi feito com um Raab-Katzenstein RK.6 Kranich pilotado por Kurt Katzenstein, rebocando um planador Raab-Katzenstein RK 7 Schmetterling [de] pilotado por Antonius Raab em 13 de abril de 1927.
Primeiro voo transatlântico solo sem escalas de Nova York a Paris (cidade a cidade)
Charles Lindbergh, voando no Spirit of St. Louis, fez a viagem de 33 horas de Nova York a Paris em 20-21 de maio de 1927, vencendo o Prêmio Orteig.
Primeiro loop externo
Jimmy Doolittle, em um Curtiss P-1B Hawk em 25 de maio de 1927.
Primeiro voo do continente dos EUA para o Havaí
Os tenentes do exército dos EUA Albert Francis Hegenberger e Lester J. Maitland voaram da Califórnia para o Havaí no "Bird of Paradise", um transporte C-2, em 28-29 de junho de 1927.
Primeira piloto de avião
Marga von Etzdorf foi contratada pela Lufthansa em 1927.
Primeira travessia transatlântica sem escalas leste-oeste
Um Junkers W 33 pilotado por Hermann Köhl com James Fitzmaurice como copiloto, voou de Baldonnel, Irlanda para Greenly Island em Quebec, de 12 a 13 de abril de 1928.
Primeiro voo de formação de massa de longa distância
Italo Balbo liderou 60 "barcos voadores" Savoia-Marchetti S.55 de 25 de maio a 2 de junho de 1928 da Toscana sobre as Ilhas Baleares, ao longo das costas espanhola e francesa, e finalmente retornando à Itália.
Primeiro voo transpacífico (EUA para Austrália)
Charles Kingsford Smith e a tripulação, no Southern Cross, voaram de Oakland, Califórnia, para Brisbane, Austrália via Havaí e Fiji, entre 31 de maio e 9 de junho de 1928.
Primeira aeronave movida a foguete a voar
Foi o Lippisch Ente pilotado por Fritz Stamer em 11 de junho de 1928, usando foguetes de combustível sólido.
Primeira mulher a cruzar Atlântico (como passageira)
Amelia Earhart foi transportada por Wilmer Stultz e Louis Gordon, em um Fokker F.VII, de Trepassey, Newfoundland, para Burry Port, País de Gales, em 17 de junho de 1928.
Primeira aeronave a voar com motor a diesel
Foi um Stinson SM-1DX Detroiter equipado com um Packard DR-980 pilotado por Walter E. Lees em 19 de setembro de 1928.
Primeira implantação de um sistema completo de recuperação de aeronave por pára-quedas
Foi feito por Roscoe Turner voando um biplano Thunderbird W-14 em 14 de abril de 1929.
Primeiro voo lançado de navio para entregar correspondência transatlântica
Jobst von Studnitz pilotou um Heinkel HE 12 com 11.000 correspondências do SS Bremen enquanto ainda no mar, para a cidade de Nova York várias horas antes de o navio atracar, em 26 de julho de 1929.
Primeira aeronave a voar apenas por instrumentos (voo cego)
Feito executado por Jimmy Doolittle em um Consolidated NY-2 em 24 de setembro de 1929.
Primeiro voo sobre o Polo Sul
No "Floyd Bennett", um trimotor Ford 4-AT-B pilotado por Bernt Balchen com Harold June como co-piloto e Richard E. Byrd como navegador, chegando pouco depois da meia-noite de 29 de novembro de 1929.
Primeira aeronave a voar com um sistema de degelo
Foi um Boeing Model 40 da "National Air Transport" modificado por William C. Geer com uma capa de borracha expansiva montada em um suporte, que foi pilotado por Wesley L. Smith no final de março de 1930 para o primeiro de três voos de teste que continuaram em abril.
Primeiro voo de formação em massa transoceânico
Italo Balbo liderou doze "barcos voadores" Savoia-Marchetti S.55 do Aeródromo de Orbetello, Itália ao Rio de Janeiro, Brasil entre 17 de dezembro de 1930 e 15 de janeiro de 1931, que foi documentado no primeiro filme de aviação italiano "Lo Stormo Atlantico" (filme de 1931).
Primeiro voo por uma aeronave com asas de ângulo variável
Foi pelo avião sem cauda Westland-Hill Pterodactyl com o Tenente Louis G. Paget nos controles em abril ou maio de 1931. A geometria da asa poderia ser ajustada em 4,75 graus em voo para fornecer controle mais preciso.
Primeiro voo sem escalas pelo Pacífico
Clyde Pangborn e Hugh Herndon voaram 41 horas e 13 minutos em um Bellanca CH-400 Skyrocket muito modificado chamado "Miss Veedol" de Samushiro, Japão, para Wenatchee, Washington, de 4 a 5 de outubro de 1931.
Primeira piloto mulher a voar sozinha através do Oceano Atlântico
Amelia Earhart, em um Lockheed Vega 5B, voou de Harbour Grace, Newfoundland, para Culmore, Irlanda, em 20 de maio de 1932.
Primeiro helicóptero bem-sucedido com um único rotor de içamento principal
O TsAGI-1EA de Alexei Cheremukhin e Boris Yuriev, que voou a uma altitude recorde de 605 m (1.985 pés) em 14 de agosto de 1932.
Primeiro voo sobre o Monte Everest
Lord Clydesdale em um Westland PV-3 e David McIntyre, em um Westland PV-6 sobrevoaram o Everest em 3 de abril de 1933 durante sua expedição de voo Houston–Mount Everest.
Primeiro ato comprovado de sabotagem a uma aeronave comercial em voo
A queda de um Boeing 247 da United Airlines perto de Chesterton, Indiana, Estados Unidos, em 10 de outubro de 1933, matando todas as sete pessoas a bordo, foi determinado como tendo sido causada por uma bomba à base de nitroglicerina detonada durante o voo; testemunhas oculares no solo viram a explosão. O perpetrador ou perpetradores nunca foram identificados.
Primeiro serviço comercial transpacífico de passageiros
O Martin M-130 da Pan-American começou um voo de teste em 22 de novembro de 1935 que levou os passageiros a serem transportados em um serviço regular de São Francisco, Califórnia para Manila iniciado em 21 de outubro de 1936.
Primeiro voo em aeronave de asa delta
Foi feito pelo Moskalyev SAM-9 Strela, pilotado por A.N.Rybko no início de 1937.
Primeiro voo trans-polar
Um Tupolev ANT-25RD pilotado por Valery Pavlovich Chkalov com o copiloto Georgy Filippovich Baydukov e o navegador Alexander Vasilyevich Belyakov da base aérea de Schelkovo nos arredores de Moscou para o Pearson Field em Vancouver, Washington, cruzando o Ártico pela primeira vez de 18 a 20 de junho de 1937 ao longo de uma distância de 9.130 km (5.670 mi) em 63 horas e 25 minutos.
Primeiros voos comerciais transatlânticos de avaliação e travessia quádrupla
Um "barco voador" Short Empire da "Imperial Airways"  e um outro Sikorsky S-42 da Pan American cruzaram o Atlântico em 5 de julho de 1937 e, em seguida, fizeram o voo de volta. Ambas as aeronaves operavam nos limites extremos de seus respectivos alcances e, portanto, o serviço comercial só começou alguns anos depois.
Primeiro voo de uma aeronave comercial com cabine pressurizada
Foi realizado em 31 de dezembro de 1938 pelo Boeing 307 Stratoliner.

### Era do jato 1939–presente

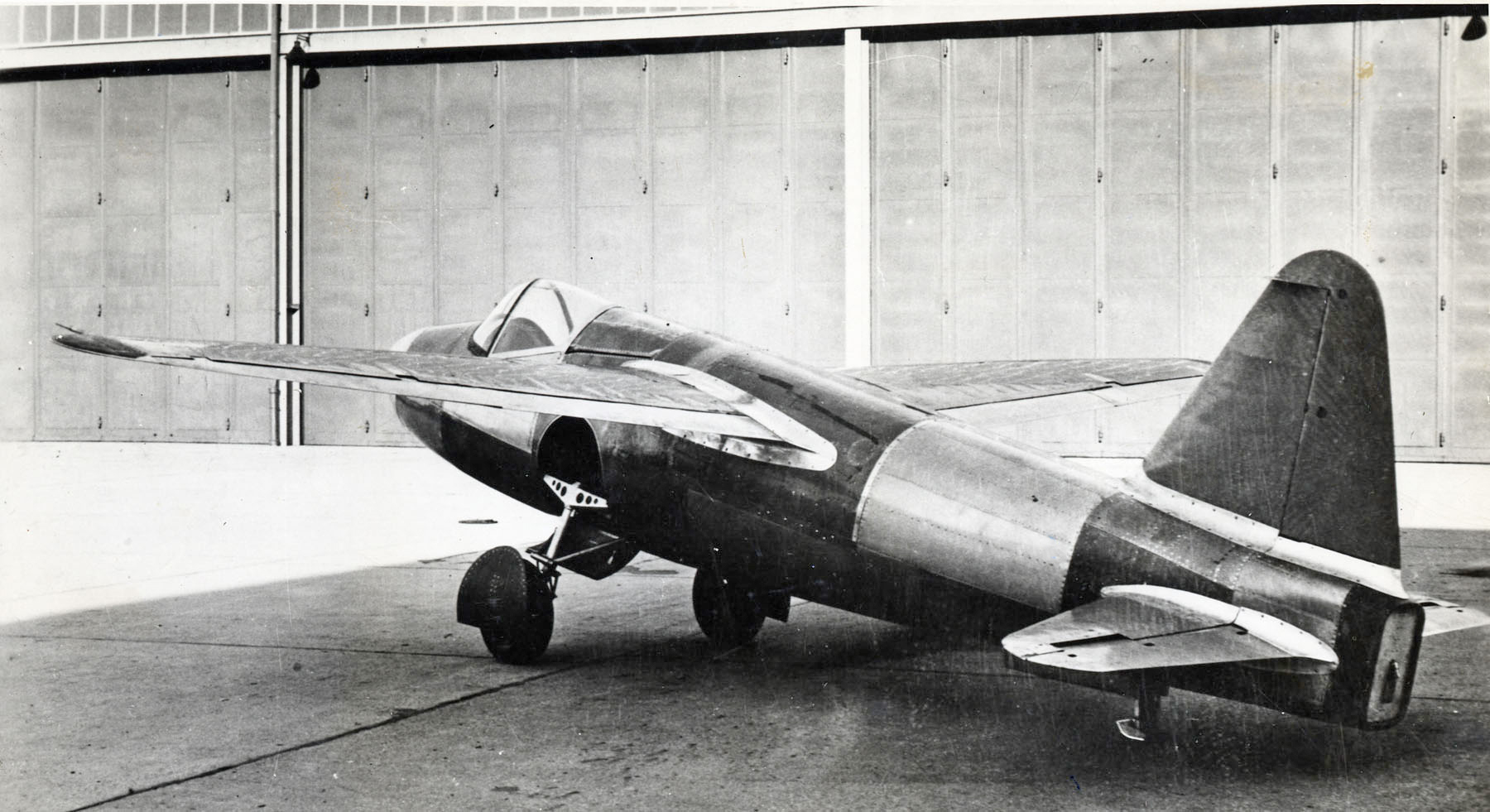
O Heinkel He 178, primeiro avião movido a turbojato a voar.

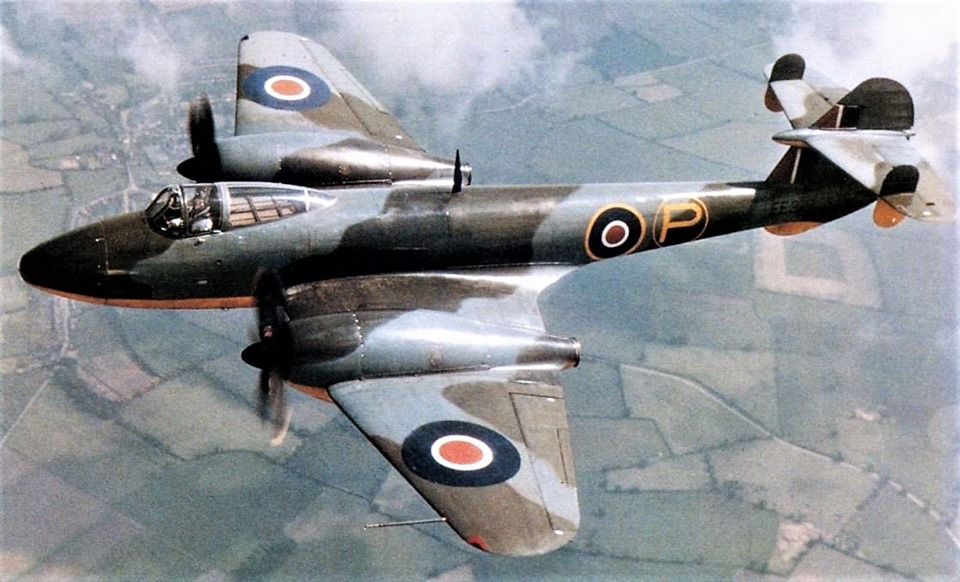
Primeiro turboélice a voar,
o Gloster Meteor F.I alimentado por dois turbojatos Rolls-Royce Trent em 1945.

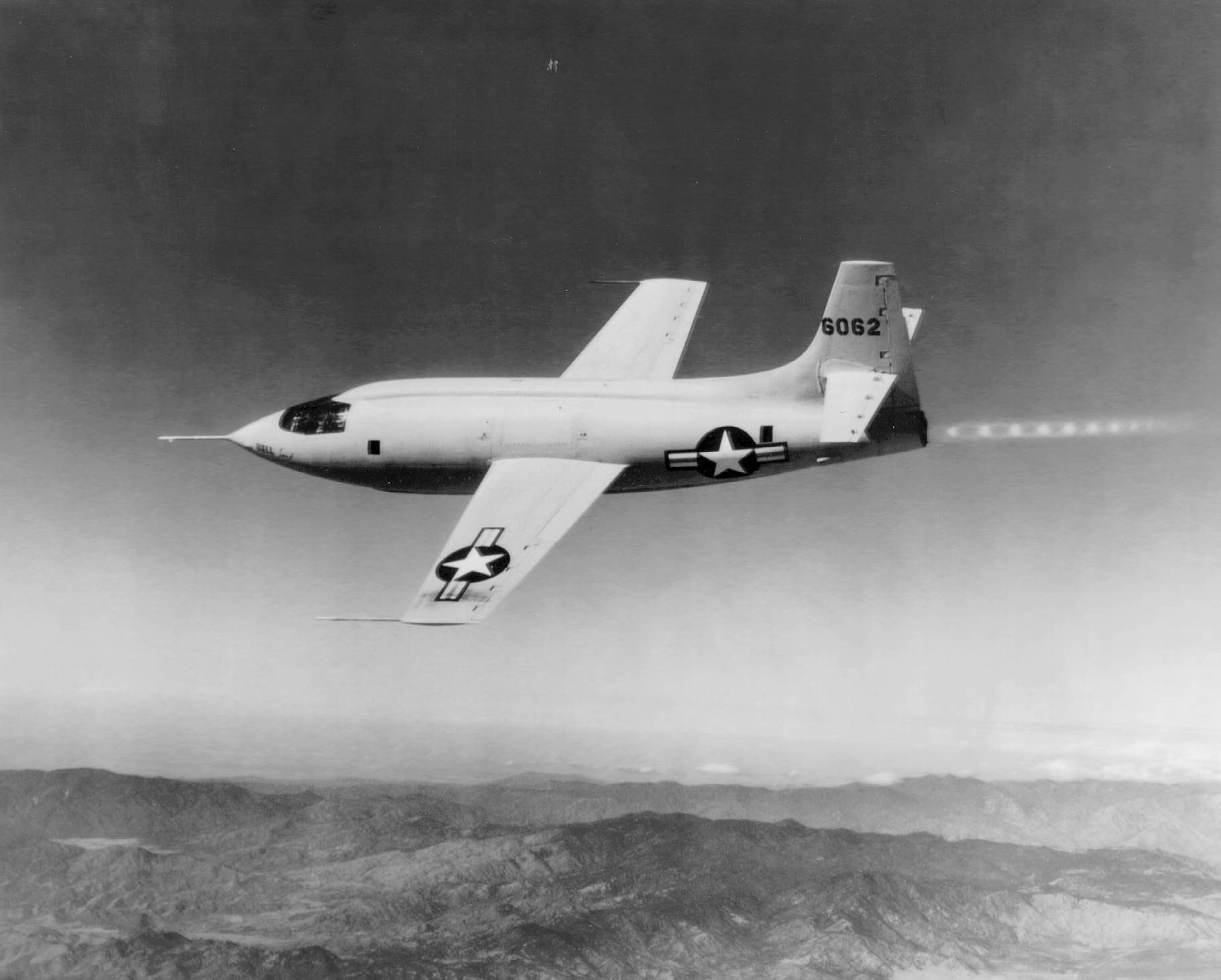
O Bell X-1, primeira aeronave confirmada por ter excedido Mach 1, pilotado por Chuck Yeager em 14 de outubro de 1947.

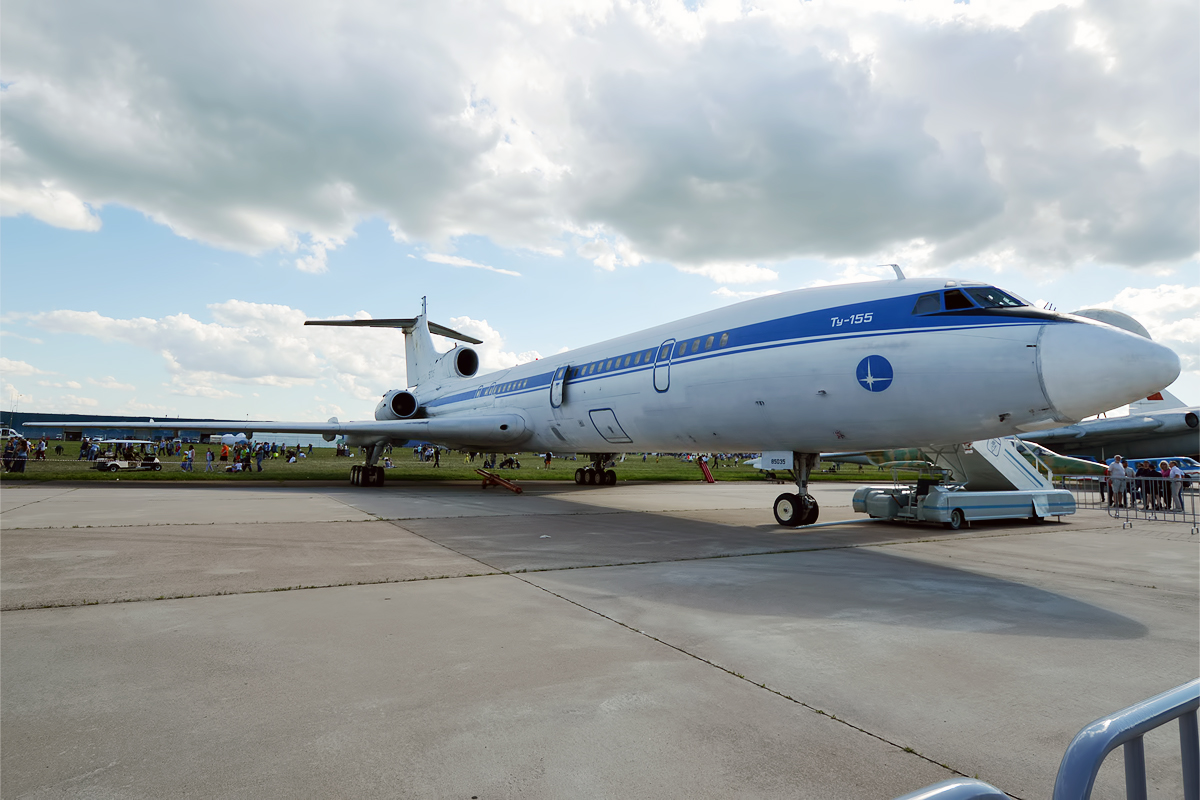
O Tupolev Tu-155, primeira aeronave a voar exclusivamente com hidrogênio.

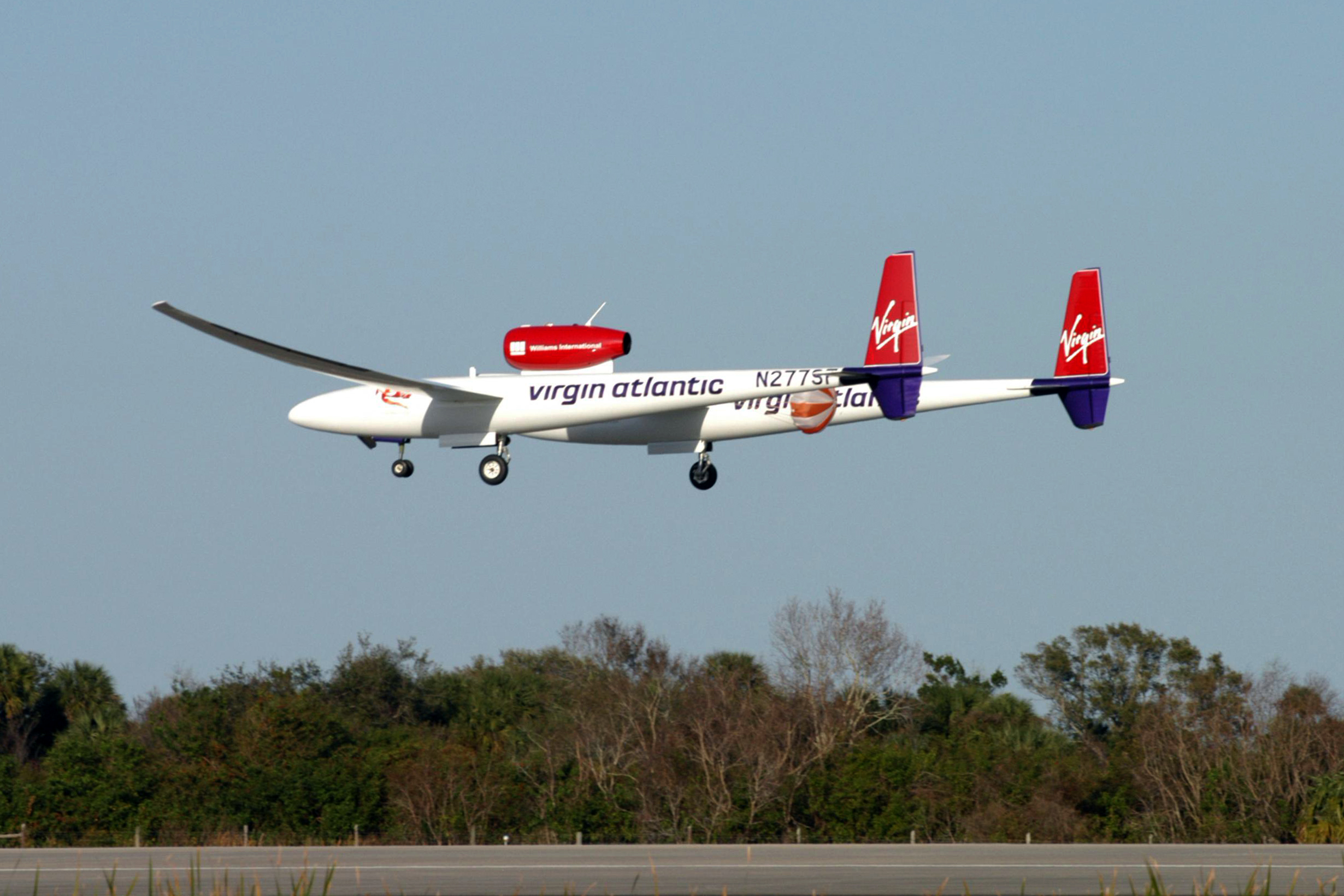
O Virgin Atlantic GlobalFlyer que Steve Fossett pilotou solo ao redor do mundo sem paradas em 2005.

Primeiro voo de uma aeronave movida a foguete de combustível líquido
Foi feito por um Heinkel He 176 pilotado por Erich Warsitz em 20 de junho de 1939.
Primeiro serviço comercial transatlântico de passageiros
Os Boeing 314 Clipper da Pan American, os "Yankee Clippers" fizeram o primeiro voo comercial programado entre a cidade de Nova York, EUA e Marselha, França, em 28 de junho de 1939.
Primeiro voo em aeronave turbojato
Foi feito com um Heinkel He 178, pilotado por Erich Warsitz em 27 de agosto de 1939.
Primeiro voo com motor ramjet
Foi feito por Petr Yermolayevich Loginov em um Polikarpov I-15bisDM modificado com 2 ramjets DM-2 em 25 de janeiro de 1940, com voos anteriores sendo feitos em dezembro sem os ramjets.
Primeiro uso operacional de um planador militar de assalto
Foi pela Luftwaffe, que usou planadores DFS 230 para tomar a Fortaleza Eben-Emael e capturar pontes críticas sobre o Canal Albert em 10 de maio de 1940.
Primeiro voo de uma aeronave movida a motorjet/termojato
Foi com um Caproni Campini N.1 pilotado por Mario de Bernardi em 27 de agosto de 1940.
Primeiro voo com pós-combustor
Foi feito por um Caproni Campini C.C.2 com motor a jato em 11 de abril de 1941.
Primeiros navios capitânia afundados por aeronaves durante o voo
Foram o HMS Repulse, seguido pelo HMS Prince of Wales, pelos Mitsubishi G4M japoneses dos grupos aéreos Kanoya, Genzan e Mihoro em 10 de dezembro de 1941.
Primeiro uso de um sistema de radar "Airborne Early Warning"
Um Vickers Wellington Mk.Ic R1629 foi modificado com um radar rotativo para aumentar o alcance de detecção e para direcionar os caças para interceptar os bombardeiros Focke-Wulf Fw 200 Condor sendo usados na função anti-transporte, com os primeiros testes operacionais ocorrendo em abril de 1942. Avanços na tecnologia de radar rapidamente o tornaram obsoleto, mas conversões semelhantes também foram feitas em 1944 para bombardeiros Wellington Mk.XIV para direcionar as interceptações dos Heinkel He 111 que estavam lançando bombas voadoras V-1 (mísseis de cruzeiro) sob o nome de "Interceptação controlada por ar". Beaufighters eram direcionados para os Heinkels enquanto os Mosquitos eram direcionados para os V-1, se um lançamento ocorresse.
Primeiro bombardeiro a jato construído para esse fim a voar
Foi o Arado Ar 234, que fez seu primeiro voo em 30 de julho de 1943.
Primeira aeronave movida a foguete usada em combate
O Major Späte da unidade de teste de serviço EK 16 voou um interceptor Messerschmitt Me 163B Komet contra aeronaves Aliadas em 13 de maio de 1944.
Primeiro caça a jato usado em combate
Um caça a jato Messerschmitt Me 262 pilotado pelo Tenente Alfred Schreiber da unidade de teste de serviço Ekdo 262 atacou um de Havilland Mosquito do "RAF 540 Squadron", mas não conseguiu derrubá-lo em 26 de julho de 1944.
Primeira vitória em combate jato a jato
Foi obtida pelo "Flying Officer" Dean da Royal Air Force em um Gloster Meteor Mk.I EE216 contra uma bomba voadora V-1 em 4 de agosto de 1944.
Primeiro pouso cego totalmente automático
Foi feito com o Boeing 247D DZ203 pelo Tenente de Voo Frank Griffiths da "Royal Air Force" em 16 de janeiro de 1945, enquanto os testes subsequentes o confirmaram em tempo inclemente. Os sistemas de pouso anteriores exigiam que o piloto visse a aproximação final.
Primeira aeronave a usar uma arma nuclear
Foi o Boeing B-29 Superfortress "Enola Gay" da USAAF pilotado por Paul Tibbets e sob o comando de William Sterling Parsons que lançou a "Little Boy" na cidade japonesa de Hiroshima, onde foi detonada a uma altitude aproximada de 1.800 a 2.000 pés (550 a 610 m) e com uma força de 16 ± 2 quilotons de TNT (66,9 ± 8,4 TJ) em 6 de agosto de 1945.
Primeira aeronave turboélice a voar
Foi um Gloster Meteor F.I modificado movido por dois motores turbofan Rolls-Royce Trent que acionavam hélices, em 20 de setembro de 1945.
Primeiro serviço comercial transatlântico regular de passageiros usando aviões terrestres
Foi feito com um Douglas DC-4 da American Overseas Airlines entre a cidade de Nova York e o Aeroporto Hurn, na Inglaterra, via Gander, Newfoundland, no Canadá e Shannon, Irlanda em 23 de outubro de 1945.
Primeiro passageiro clandestino conhecido
Um órfão indonésio, Bas Wie, de 12 anos, escondeu-se no poço do trem de pouso de um Douglas DC-3 holandês voando de Kupang, Indonésia para Darwin, Austrália, em 7 de agosto de 1946. Ele sobreviveu ao voo de três horas, apesar de ferimentos graves e, mais tarde, tornou-se cidadão australiano.
Primeiro voo supersônico documentado
Foi por Chuck Yeager em um Bell X-1 em 14 de outubro de 1947.
Primeiro voo em um transporte a jato
Foi por um Vickers VC.1 Viking com motor Rolls-Royce Nene em 6 de abril de 1948.
Primeiro voo sem escalas ao redor do mundo
Começando em 26 de fevereiro, o capitão James Gallagher e sua tripulação reabasteceram quatro vezes no Boeing B-50A Superfortress "Lucky Lady II" enquanto voavam ao redor do mundo, para retornar ao ponto de partida na Carswell AFB no Texas em 2 de março de 1949.
Primeiro processo criminal de um atentado a bomba de aeronave
Albert Guay, juntamente com dois cúmplices, foi condenado por assassinato e enforcado pelo atentado a bomba do voo 108 da Canadian Pacific Air Lines em um Douglas DC-3 em 9 de setembro de 1949, que matou todos os 23 ocupantes.
Primeira vitória aérea de jato tripulado
Foi tido como sendo obtida pelo tenente Brown em um F-80 sobre um MiG-15 em 8 de novembro de 1950, no entanto, o MiG sobreviveu ao ataque. Em vez disso, a primeira vitória foi obtida em um Grumman F9F-2B Panther pilotado pelo Tenente Cdr. William T. Amen, oficial comandante do esquadrão VF-111, sobre o capitão Mikhail Grachev em um MiG-15 do 139º Regimento de Aviação de Caça de Guardas em 9 de novembro de 1950.
Primeira aeronave movida a hélice a exceder a velocidade do som (em um mergulho)
Foi um McDonnell XF-88 Voodoo (sem assistência dos motores a jato) pilotado pelo capitão Fitzpatrick no final de junho de 1953.
Primeira aeronave a exceder Mach 2
Scott Crossfield foi o primeiro a voar com o dobro da velocidade do som em um foguete Douglas D-558-2 em 20 de novembro de 1953.
Primeira aeronave a voar com um projeto de regra de área
Foi o Grumman F9F-9 Tiger. pilotado por Corwin Meyer em 30 de julho de 1954.
Primeiro "supercruise" sustentou o voo supersônico em voo horizontal sem usar pós-combustor
Foi feito por uma aeronave de pesquisa Nord Gerfaut I em 3 de agosto de 1954.
Primeira aeronave abatida com um míssil superfície-ar (SAM)
Foi um Martin RB-57D Canberra taiwanês sobre a China que foi atingido por três mísseis SA-2/V-750 em 7 de outubro de 1959.
Primeiros voos tripulados do "Jetpack"
O engenheiro Wendell Moore fez o primeiro voo nos Laboratórios Bell em fevereiro de 1961.
Primeira circunavegação solo por uma mulher
Jerrie Mock retornou a Columbus, Ohio, em 17 de maio de 1964, depois de voar ao redor do mundo em seu Cessna 180 Skywagon depois de deixar o mesmo aeroporto 29 dias antes em uma corrida com Joan Merriam Smith, que seguia uma rota diferente.
Primeira circunavegação pólo a pólo
Foi concluída pelos capitães Fred Austin e Harrison Finch no Boeing 707-349C "Pole Cat", em 57 horas e 27 minutos em 15 de novembro de 1965.
Primeira mulher a voar para uma grande companhia aérea dos EUA
Bonnie Tiburzi se tornou a primeira mulher a voar para uma grande companhia aérea dos EUA, a American Airlines, em março de 1973.
Primeiro voo tripulado por um avião movido a eletricidade
Foi feito com um Brditschka MB-E1, um motoplanador modificado com um motor elétrico Bosch KM77 de 8–10 kW (11–13 HP) em 23 de outubro de 1973.
Primeiros voos supersônicos regulares de passageiros
Foram realizados com Concordes SST de Londres ao Bahrein, e simultaneamente de Paris ao Rio de Janeiro em 21 de janeiro de 1976.
Primeira circunavegação de helicóptero
H. Ross Perot Jr. e Jay Coburn em um Bell 206L-1 LongRanger II "Spirit of Texas", de 1 a 30 de setembro de 1982.
Primeiro voo sem escalas e sem reabastecimento ao redor da Terra
Foi feito por Dick Rutan e Jeana Yeager no Rutan Voyager durante 9 dias, 3 minutos e 44 segundos, operando de 14 a 23 de dezembro de 1986.
Primeira tripulação de avião exclusivamente feminina
Foi o Boeing 727 da American Airlines voado de Washington D.C. para Dallas, Texas, capitaneado por Beverley Bass em 30 de dezembro de 1986.
Primeiro helicóptero ao Pólo Norte
Foi um Bell Jetranger III pilotado por Dick Smith em 28 de abril de 1987.
Primeiro voo de uma aeronave alimentada apenas com hidrogênio
Foi feito por um Tupolev Tu-155 (um avião Tu-154 modificado) movido apenas a hidrogênio em 15 de abril de 1988. Um Martin B-57B da NACA voou com hidrogênio em fevereiro de 1957, mas apenas por 20 minutos antes de voltar ao combustível de aviação.
Primeira circunavegação que pousou em ambos os pólos
Foi feita em um de Havilland Canada DHC-6 Twin Otter pilotado por Dick Smith, que realizou pousos em ambos os pólos durante 1988 e 1989.
Primeira circunavegação leste-oeste de helicóptero
Foi concluída em um Sikorsky S-76 por Dick Smith em 1995.
Primeiro a pousar um helicóptero em ambos os polos
Quentin Smith e Steve Brooks pousaram um Robinson R44 no Polo Norte em outubro de 2002 e no Polo Sul em janeiro de 2005.
Primeiro voo solo de asa fixa sem escalas ao redor da Terra
Foi feito no Virgin Atlantic GlobalFlyer, pilotado por Steve Fossett, de Salina, Kansas, de 28 de fevereiro a 3 de março de 2005, em 67 horas.
Primeiro voo solo por um piloto sem braços
Apenas usando as pernas, Jessica Cox ganhou sua licença de piloto em 10 de maio de 2008, voando em um Ercoupe do Aeroporto de San Manuel, Arizona.
Primeiro voo noturno pilotado com energia solar em uma aeronave de asa fixa
Foi feito por André Borschberg no Solar Impulse 1 entre 7 e 8 de julho de 2010.
Primeiro voo transatlântico de autogiro
Norman Surplus voou solo de Belfast, Maine, para Larne, Irlanda do Norte em um autogiro RotorSport UK MT-03 "Roxy" entre 8 de julho de 2015 e 11 de agosto de 2015.
Primeiro voo transatlântico pilotado sem escalas movido a energia solar
Bertrand Piccard voou da cidade de Nova York a Sevilha no Solar Impulse 2 entre 20 e 23 de junho de 2016.
Primeira circunavegação do mundo por uma aeronave pilotada de asa fixa usando apenas energia solar
Com o Solar Impulse 2 entre março de 2015 e julho de 2016; Borschberg e Piccard alternaram estágios de pilotagem da viagem.
Primeira circunavegação de helicóptero passando por pontos antípodas
Foi concluída com um Robinson R66 por Peter Wilson e Matthew Gallagher em 7 de agosto de 2017.
Primeiro voo de teste de aeronave com propulsão iônica de empuxo eletroaerodinâmico
O MIT EAD Airframe Version 2 usando vento iônico em 21 de novembro de 2018.
Primeira circunavegação em autogiro
Norman Surplus voou em um RotorSport UK MT-03 entre 1º de junho de 2015 e 28 de junho de 2019 de McMinnville, Oregon, EUA, para uma circunavegação para o leste.
Primeira circunavegação feminina via ambos os pólos
A especialista em carga útil Jannicke Mikkelsen e a comissária de bordo Magdelena Starowicz, como parte da tripulação de um Gulfstream G650ER "One More Orbit" entre 9 de julho de 2019 e 11 de julho de 2019.
Primeira decolagem e aterragem controladas em outro planeta ou corpo celeste
Foi o helicóptero Ingenuity da NASA em Marte em 19 de abril de 2021.